# St-Pierre (Dreux)

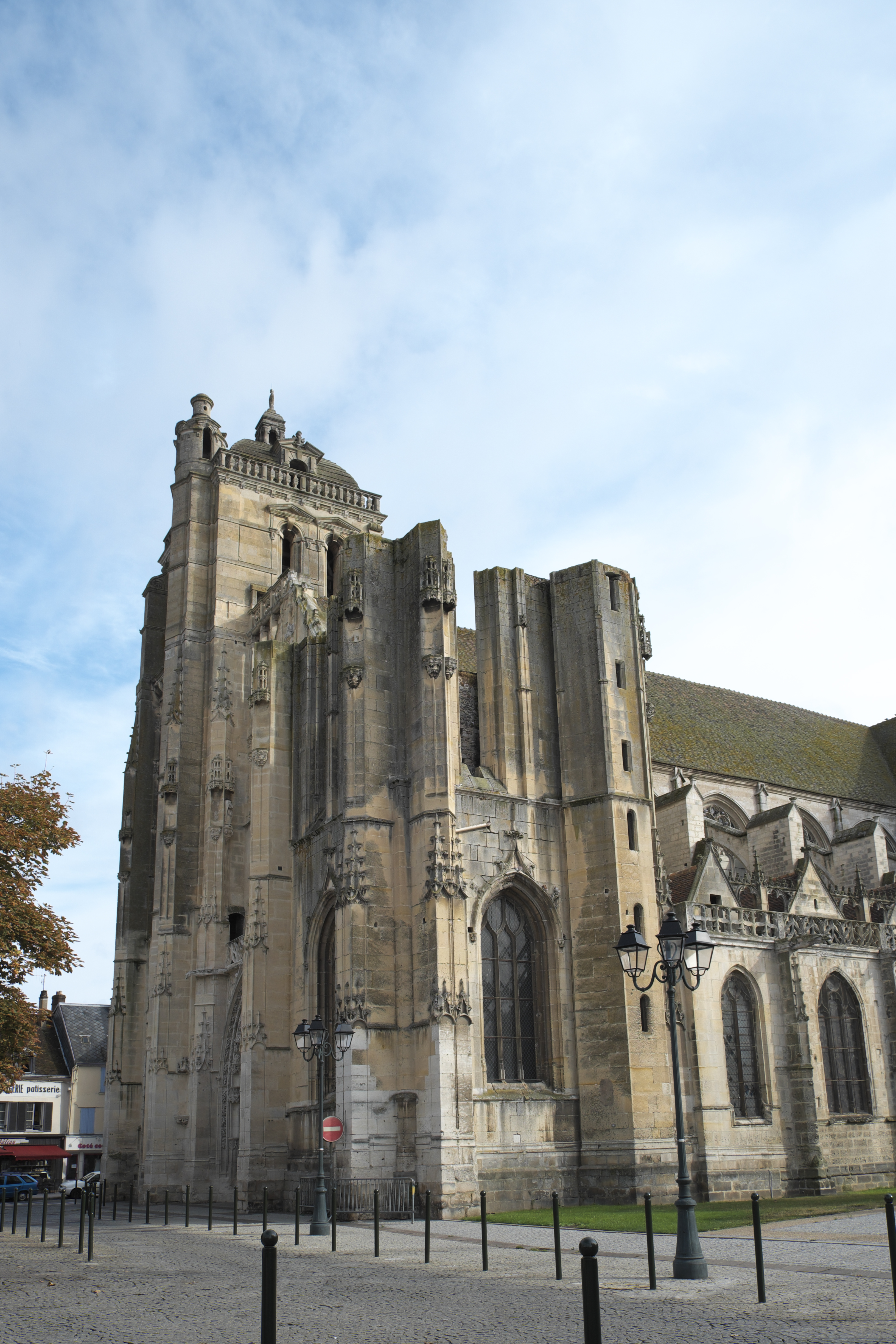
Pfarrkirche Saint-Pierre

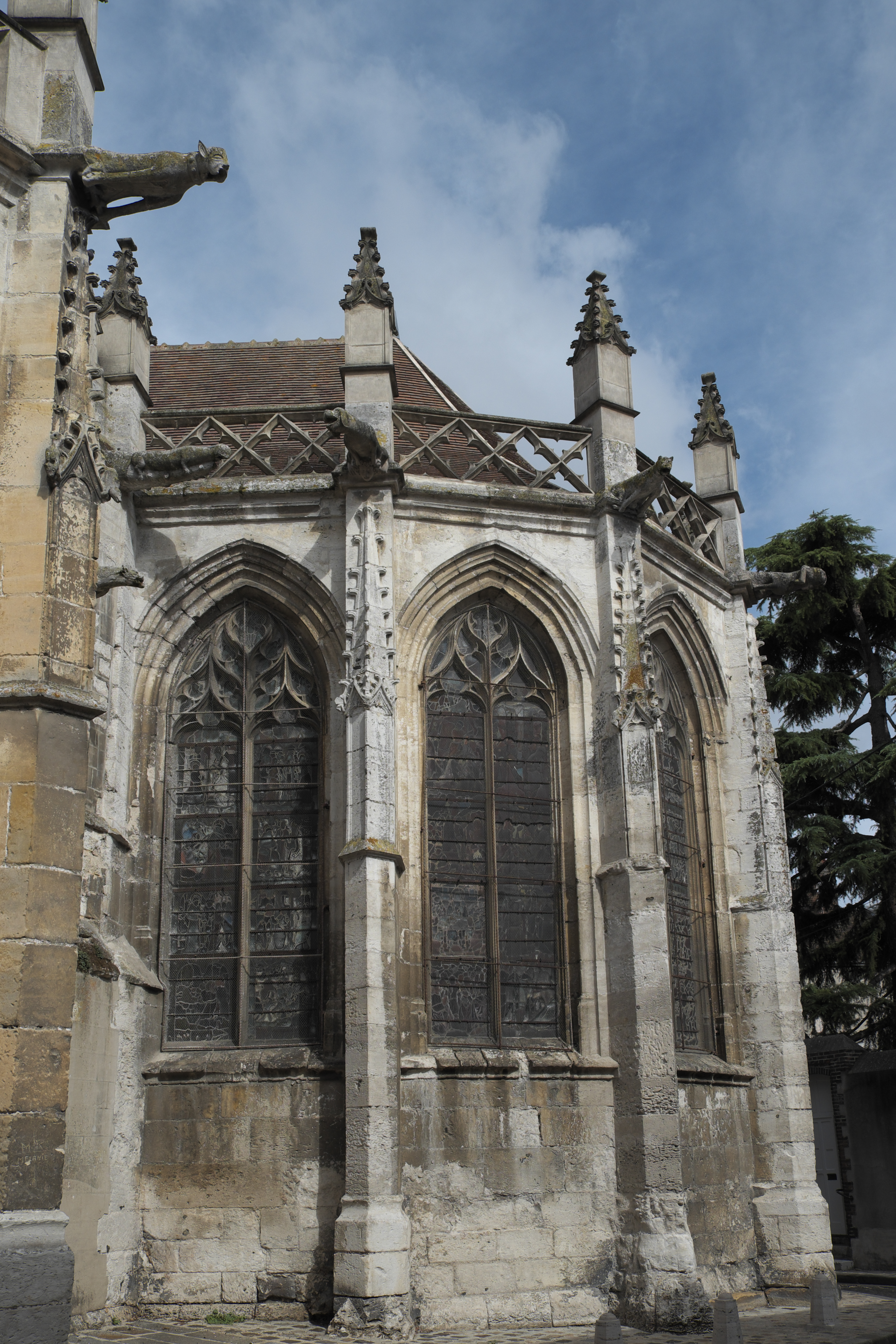
Chor

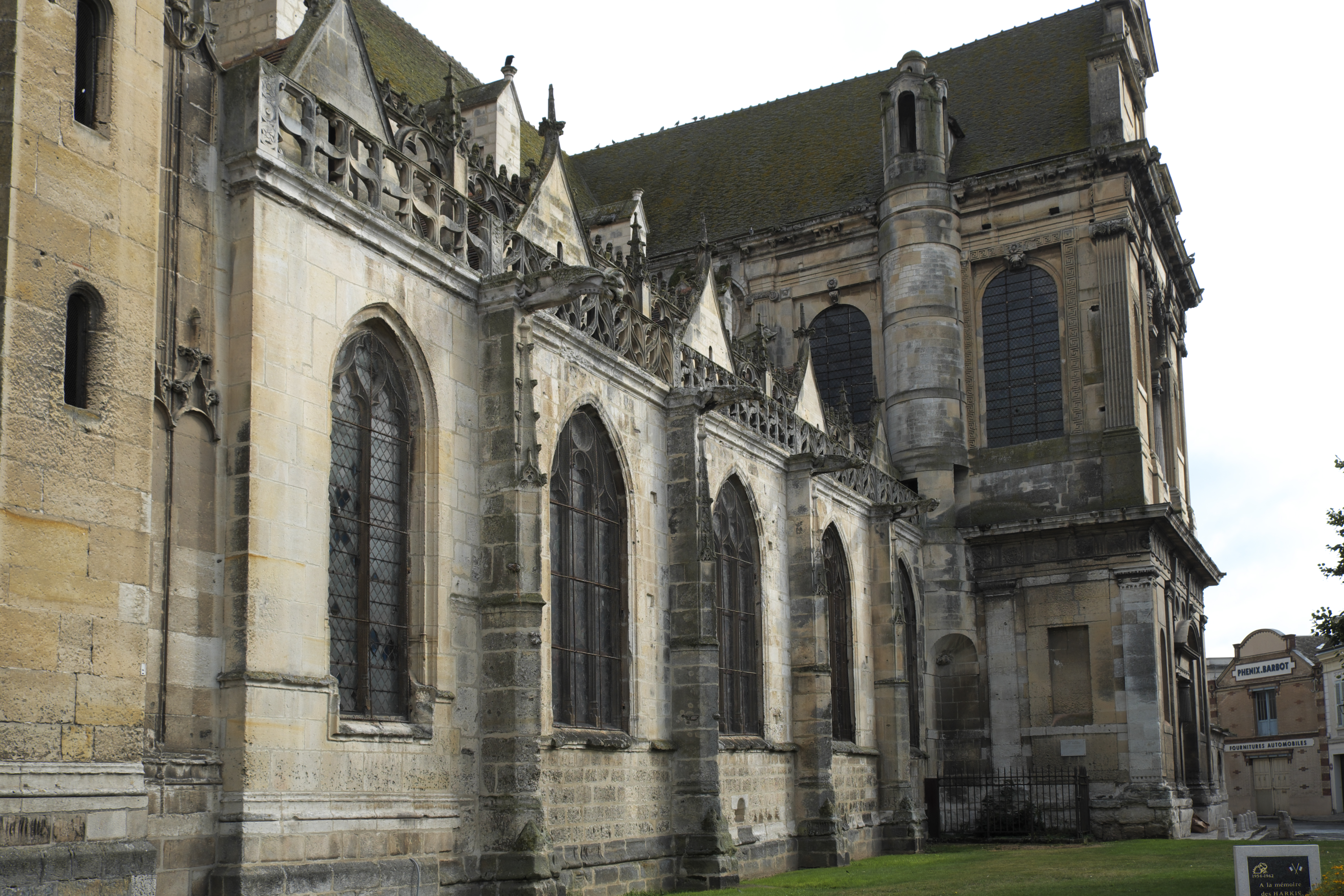
Südliches Seitenschiff

Die katholische Pfarrkirche Saint-Pierre in Dreux, einer Stadt im Département Eure-et-Loir in der französischen Region Centre-Val de Loire, wurde im 13. Jahrhundert im Stil der Gotik begonnen. Erst zu Beginn des 17. Jahrhunderts wurde der Bau vollendet. Die Kirche besitzt zahlreiche Bleiglasfenster aus der Renaissance und aus dem 19. Jahrhundert. Im Jahr 1840 wurde die Kirche als Monument historique in die Liste der Baudenkmäler (Base Mérimée) in Frankreich aufgenommen.

## Geschichte
Bereits um 1100 ist in Dreux eine dem Apostel Petrus geweihte Kirche nachgewiesen. Die ältesten Teile der heutigen Kirche, das nördliche Querhaus, die Vierung, das Chorgewölbe und die vier östlichen Joche der Seitenschiffe gehen auf das 13. Jahrhundert zurück. Während des Hundertjährigen Krieges wurde das Gebäude stark beschädigt und nach 1474 begann man mit dem Wiederaufbau. Zunächst wurden die Säulen des Chors und die vier östlichen Joche des Hauptschiffs erneuert. Nach den ursprünglichen Plänen des 13. Jahrhunderts errichtete man einen doppelten Chorumgang mit sechs Kapellen. An die Seitenschiffe wurden ebenfalls Kapellen angebaut. Zu Beginn des 16. Jahrhunderts verlängerte man das Langhaus um zwei Joche nach Westen. Unter der Leitung der Architekten Jean des Moulins und Clément Métezeau entstand die Westfassade mit dem Hauptportal. Ende des 16. Jahrhunderts errichtete Jehan Métezeau den Nordturm. Im frühen 17. Jahrhundert wurde das südliche Querhaus fertiggestellt. Der Südturm blieb unvollendet.
Während der Französischen Revolution wurde die Kirche ihrer Kunstschätze und ihrer Ausstattung beraubt. 1794 wurde das Gebäude zum Temple de la Raison (Tempel der Vernunft) erklärt, Querhaus und Chor wurden als Salpeterfabrik genutzt. Die Skulpturen der Portale wurden abgeschlagen, die Tympana zugemauert. Die Glocken wurden eingeschmolzen, Altäre, Kanzel, Kirchenbänke und der geschnitzte Lettner wurden zerschlagen oder verkauft. Ab 1802 wurde das völlig entleerte Gebäude wieder für den Gottesdienst genutzt. Die Kirchenausstattung wurde teilweise neu geschaffen oder aus anderen Kirchen übernommen.
Im Jahr 1866 ließ der Pfarrgemeinderat die Wandmalereien aus dem 15. und 16. Jahrhundert entfernen, die in mehreren Seitenkapellen bis dahin erhalten geblieben waren.

## Architektur

### Hauptportal

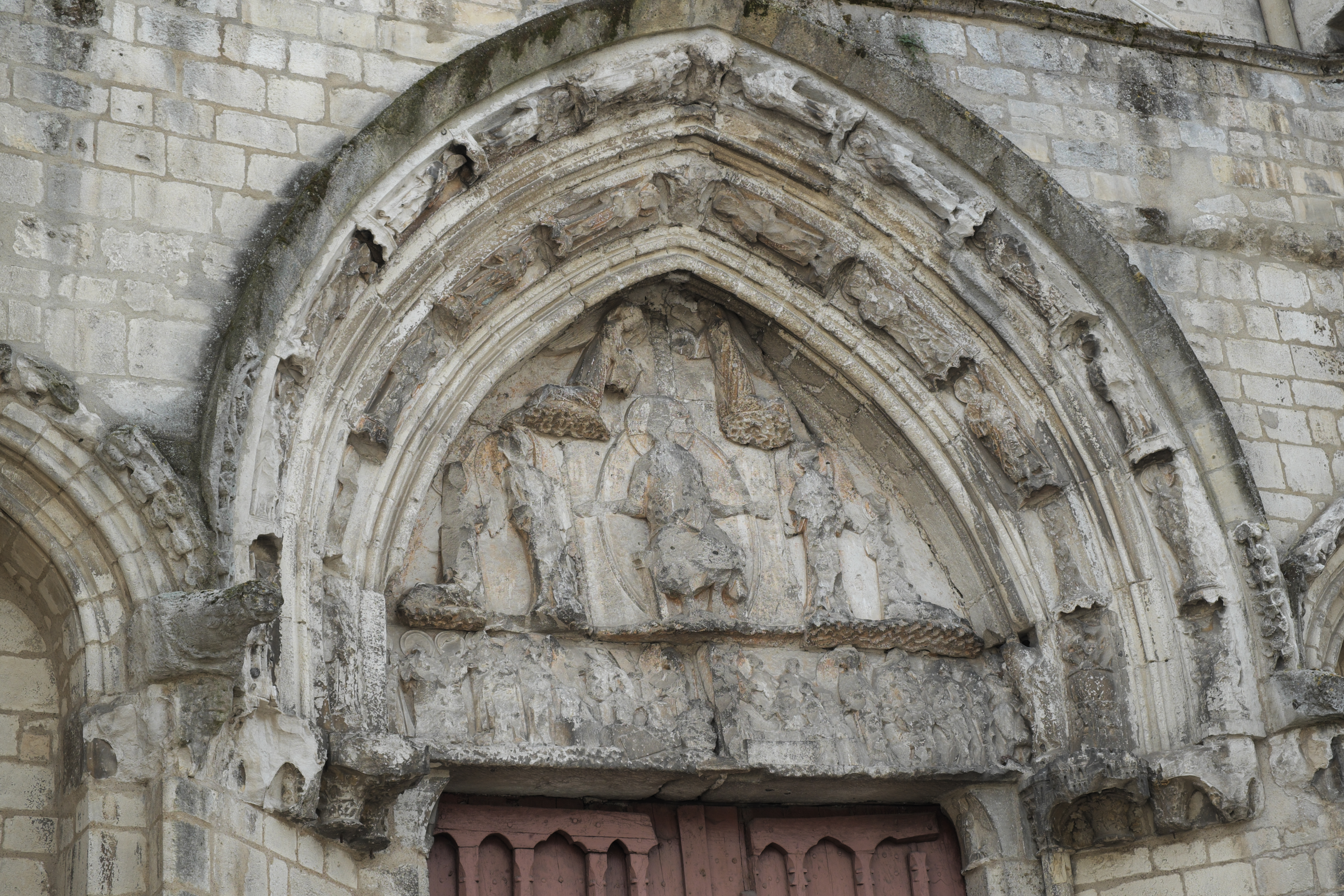
Tympanon des Nordportals

Das Hauptportal wurde zwischen 1510 und 1524 geschaffen. Am Tympanon kann man den Einzug Jesu in Jerusalem erkennen. Auf der inneren Archivolte sind die vier lateinischen Kirchenväter und die vier Evangelisten dargestellt, auf der äußeren Archivolte Sibyllen, die den Heiden die Ankunft des Erlösers verkünden. Die Figuren des Trumeaupfeilers und der Nischen sind nicht erhalten.

### Nordportal
Das Nordportal wurde im ersten Viertel des 13. Jahrhunderts errichtet. Auf dem Tympanon wird Christus als Weltenrichter dargestellt, von einer Mandorla gerahmt und von Engeln umgeben. Auf dem Türsturz ist die Auferstehung der Toten zu erkennen. Die Archivolten sind ebenfalls mit Figuren besetzt. Farbreste erinnern an die ursprüngliche Bemalung des Portals.

### Innenraum

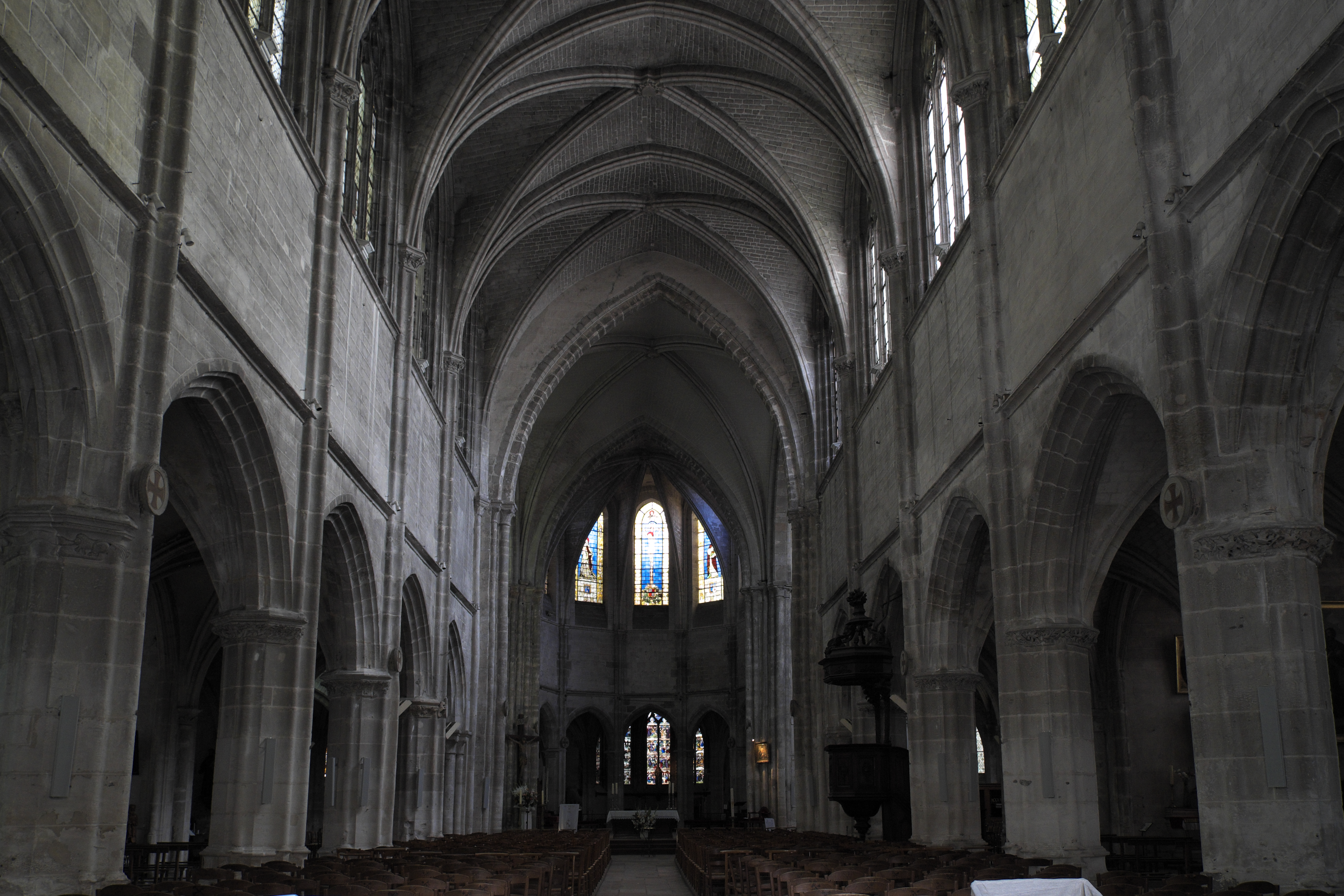
Innenraum

Das Langhaus ist dreischiffig und wird von großen Maßwerkfenstern im Flamboyantstil beleuchtet. Zwischen der Fensterzone und den Spitzbogenarkaden des Mittelschiffs sind statt eines Triforiums glatte Wandflächen eingezogen, die ursprünglich mit Wandteppichen behängt waren. Die Säulen sind anstelle von Kapitellen mit Blattgirlanden oder Tierdarstellungen skulptiert. Haupt- und Seitenschiffe werden von Kreuzrippengewölben gedeckt. Große Spitzbögen öffnen die Vierung zum Langhaus und zum Chor.
Der Chor besitzt noch sein Gewölbe aus dem 13. Jahrhundert. Der doppelte Chorumgang im Flamboyantstil aus dem späten 15. Jahrhundert ist in sieben Joche gegliedert. Die Schlusssteine des Gewölbes sind mit Wappen, Blattwerk und Figuren verziert.
An der Westwand führt eine Tür mit Renaissancedekor zum Nordturm.

## Renaissancefenster

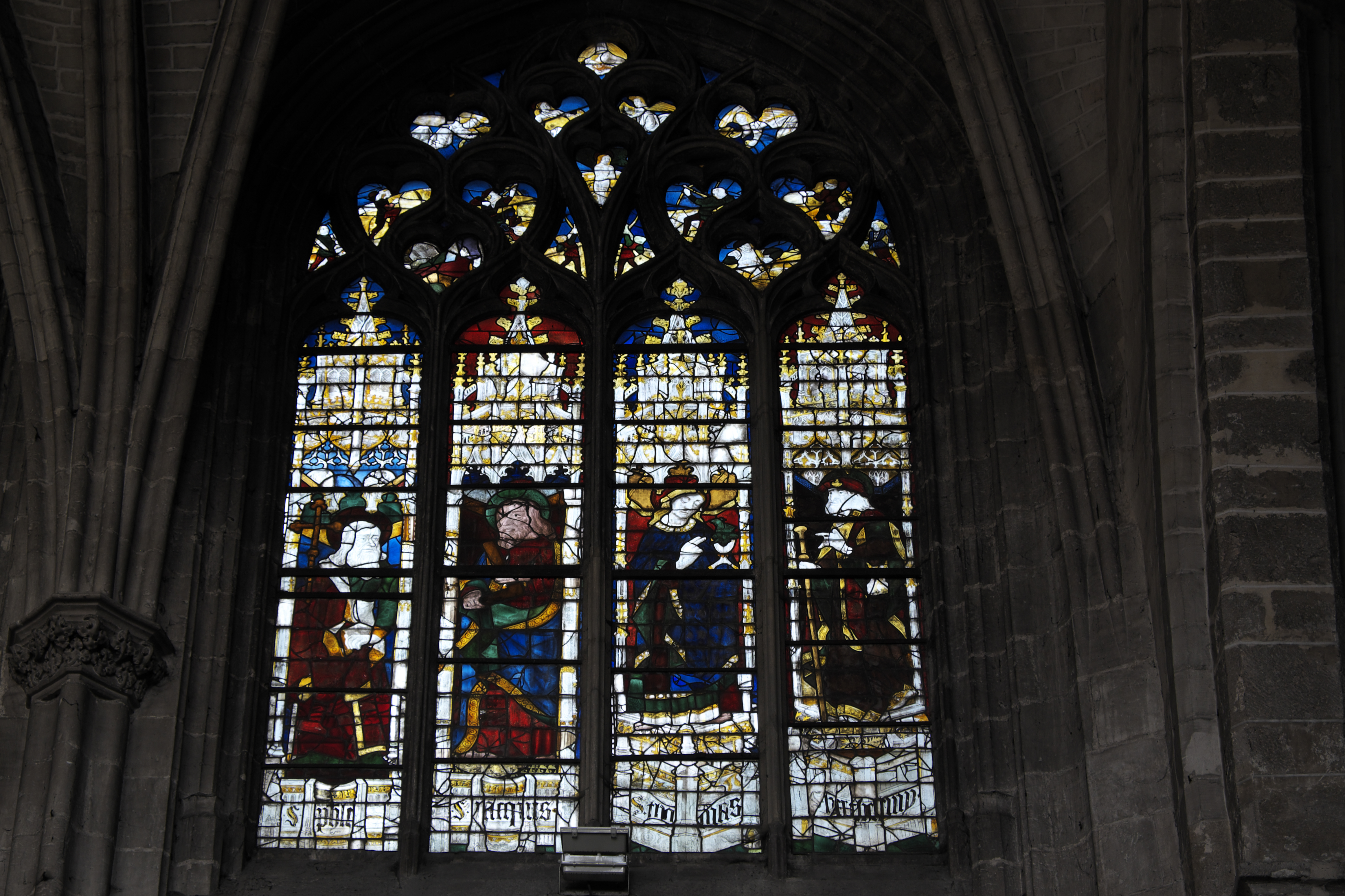
Vier Apostel

### Apostelfenster im Langhaus

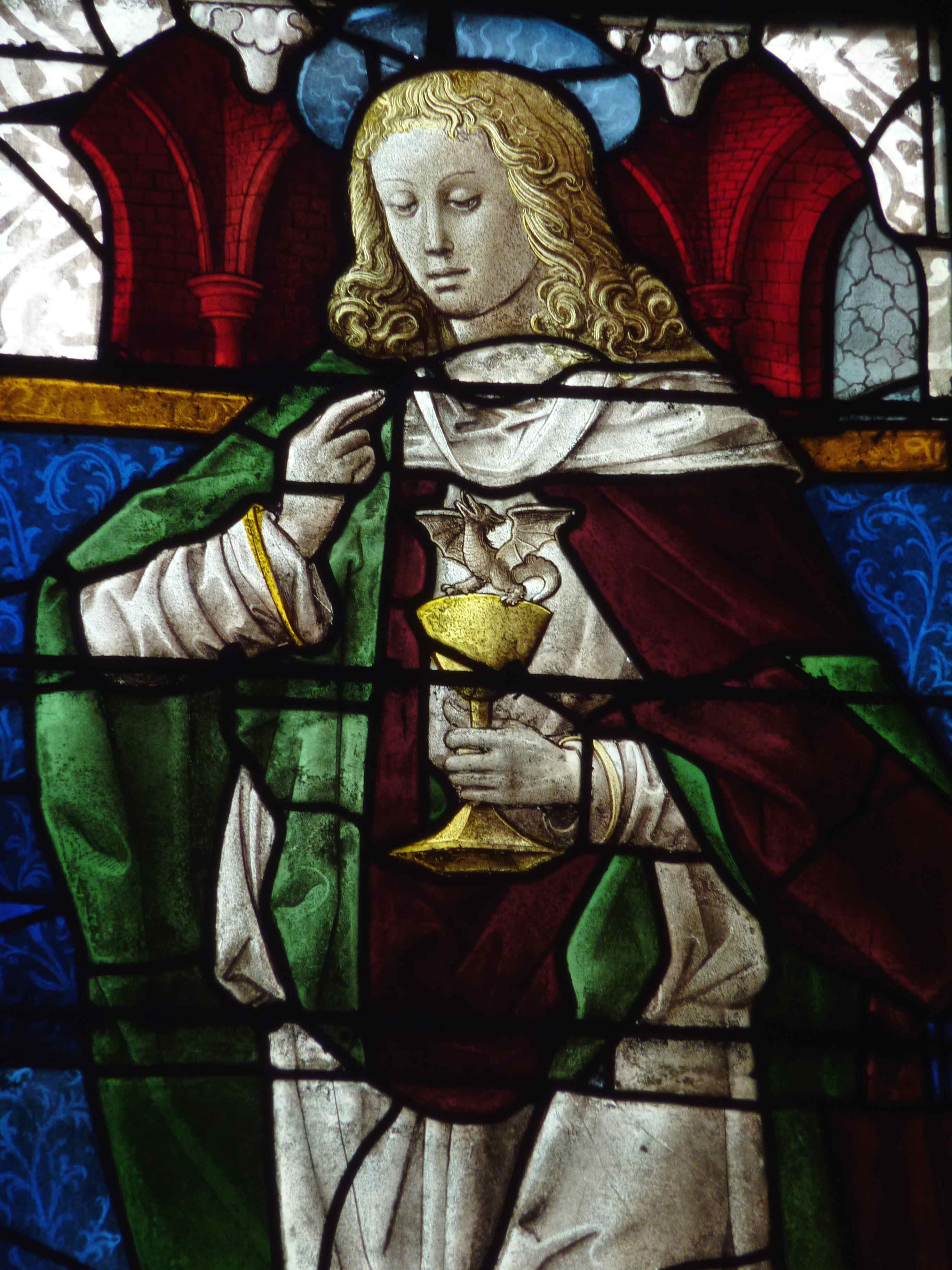
Apostel Johannes

Von den großen Fenstern des Langhauses ist nur noch in einem die ursprüngliche Bleiverglasung aus dem späten 15. Jahrhundert erhalten. In Nischen unter Baldachinen stehend sind vier Apostel dargestellt, wobei die Namensinschriften nicht mit den dargestellten Personen übereinstimmen.

### Fenster der Confrérie de la Charité in der Vinzenzkapelle

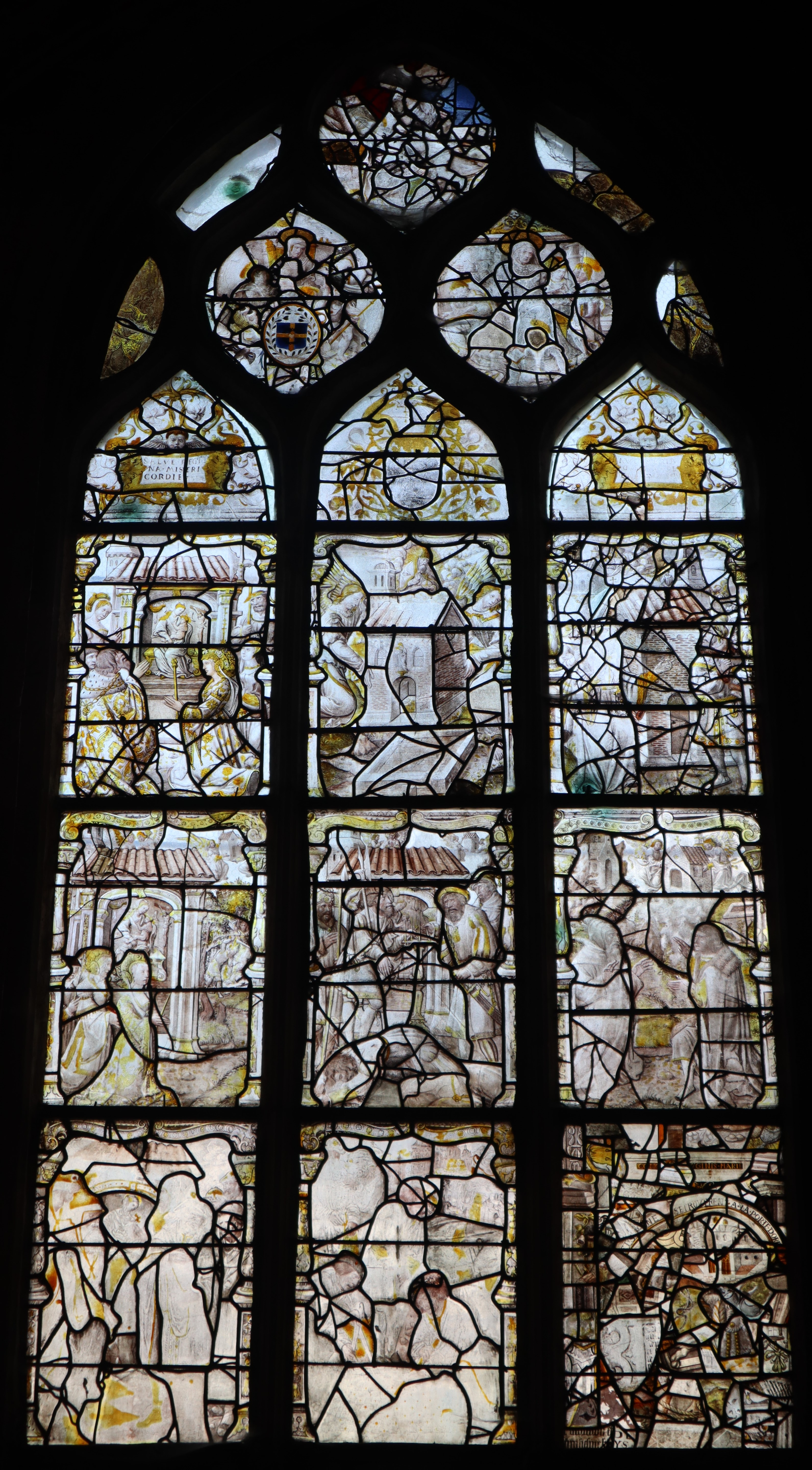
Haus von Nazareth

| Das Fenster (Nr. 29) in der Chapelle Saint-Vincent (Vinzenzkapelle), auf dem Tränen, Totenglocken und Totenköpfe zu sehen sind, erinnert an die Confrérie de la Charité (Bruderschaft der Barmherzigkeit), die sich vor allem um die Bestattung der Toten kümmerte. Das Fenster ist aus verschiedenen Fragmenten zusammengesetzt. Die kleinen Medaillons im Maßwerk mit dem Propheten Jesaja (oben), dem heiligen Sebastian (links) und dem heiligen Rochus (rechts) stammen aus dem 16. Jahrhundert, ebenso die Marienfigur der linken Lanzette. Die Darstellung des Apostels Johannes mit einem Kelch, aus dem ein Drache entweicht, auf der rechten Lanzette wird ins 15. Jahrhundert datiert. Auf der mittleren Scheibe sieht man eine Pietà. Die kleine Scheibe in der Mitte unten mit dem Martyrium des heiligen Sebastian stammt aus dem 17. Jahrhundert. |

### Fenster des Heiligen Hauses von Nazareth in der Magdalenenkapelle
Thema des Grisaillefensters (Nr. 27) in der Chapelle Sainte-Madeleine (Magdalenenkapelle) aus dem 16. Jahrhundert ist die wundersame Verlegung des Heiligen Hauses von Nazareth nach Loreto in Italien. Es wird als das Haus verehrt, in dem Maria aufgewachsen sein soll und das nach der Legende von Engeln von Nazareth an seinen heutigen Standort getragen worden sein soll.

### Fenster der Legende des heiligen Fiacrius in der Fiacriuskapelle
| Das Fenster (Nr. 25) in der Chapelle Saint-Fiacre (Fiacriuskapelle) stammt aus dem 16. Jahrhundert und erzählt die Geschichte des heiligen Fiacrius, eines schottischen Königssohnes, der sich den Heiratsplänen seines Vaters widersetzt und sich nach Frankreich eingeschifft haben soll, um dort als Einsiedler zu leben (unten Mitte). Er gelobt dem heiligen Faron, dem Bischof von Meaux, Gehorsam (unten links), dieser verspricht ihm das gesamte Gelände, um das er mit seinem Spaten einen Graben ausheben kann. Fiacrius wird von Becnaude der Hexerei bezichtigt (Mitte links), er verteidigt sich vor Faron (Mitte). Fiacrius wird die schottische Königskrone angeboten, die er ablehnt (Mitte rechts). Er rettet zwei Kinder vor dem Ertrinken (oben links). In einem Schrein werden seine Reliquien übertragen (oben Mitte), Pilger beten vor seinem Reliquienschrein (oben rechts). |

### Fenster der Marienkapelle

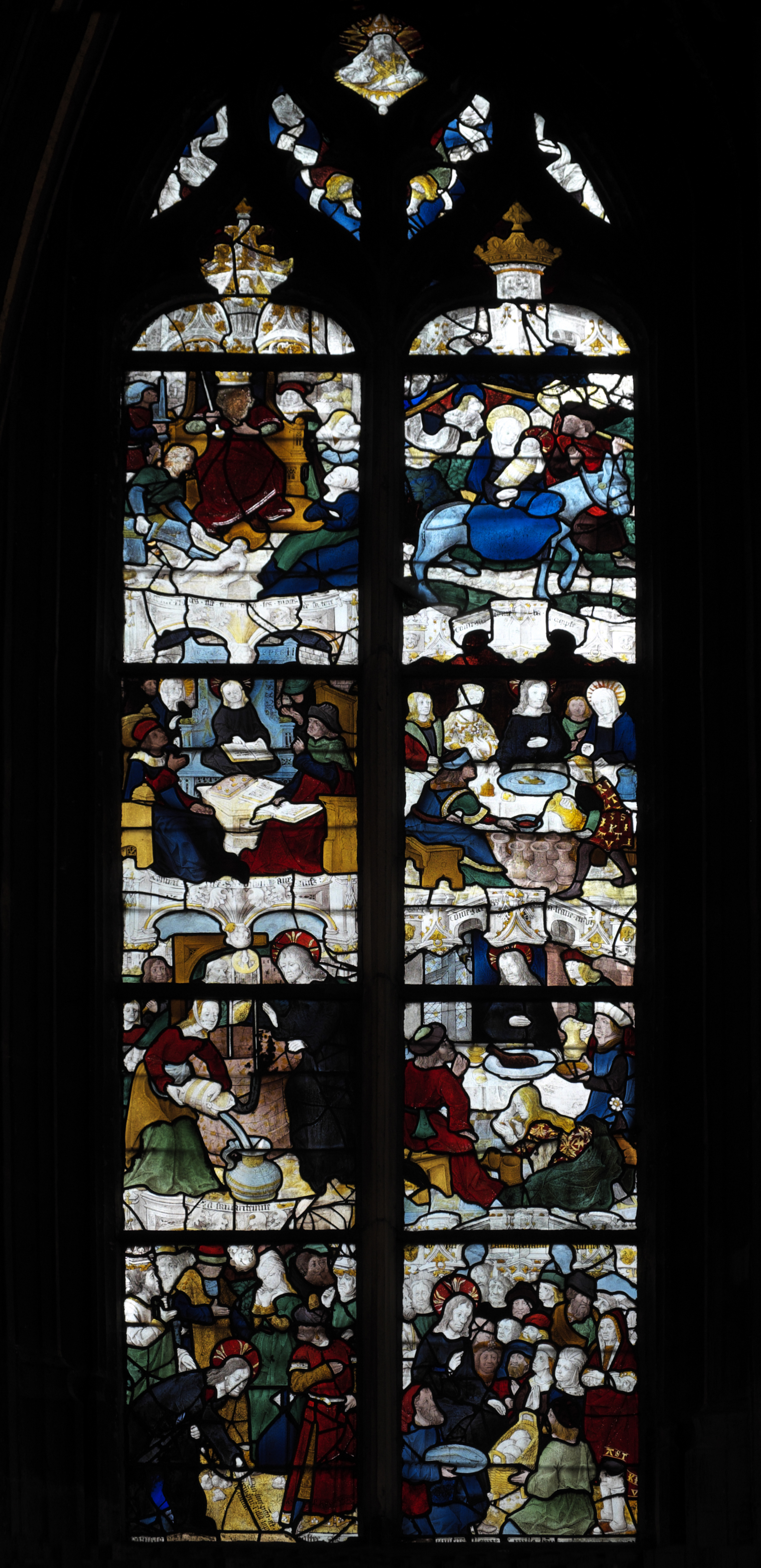
Szenen aus dem Leben Jesu

Von den sieben Fenstern der Marienkapelle stammen sechs aus dem 15. und 16. Jahrhundert. Nur das mittlere Fenster wurde 1857 von Eugène Moulin neu geschaffen. Die sechs Scheiben stellen Szenen aus dem Leben Jesu dar.
- Fenster 1

| Die acht Szenen aus der Kindheit und dem öffentlichen Wirken Jesu wurden zwischen 1470 und 1480 von Pierre Courtois geschaffen. Sie zeigen die Tötung der Unschuldigen Kinder, die Flucht nach Ägypten, Jesus unter den Schriftgelehrten, die Hochzeit zu Kana, die Begegnung Jesu mit der Samariterin, das letzte Abendmahl, Jesus und die Ehebrecherin sowie die wunderbare Brotvermehrung. Auf dem Krug der Samariterin ist die Signatur des Glasmalers Pierre Courtois zu erkennen. |

- Fenster 2

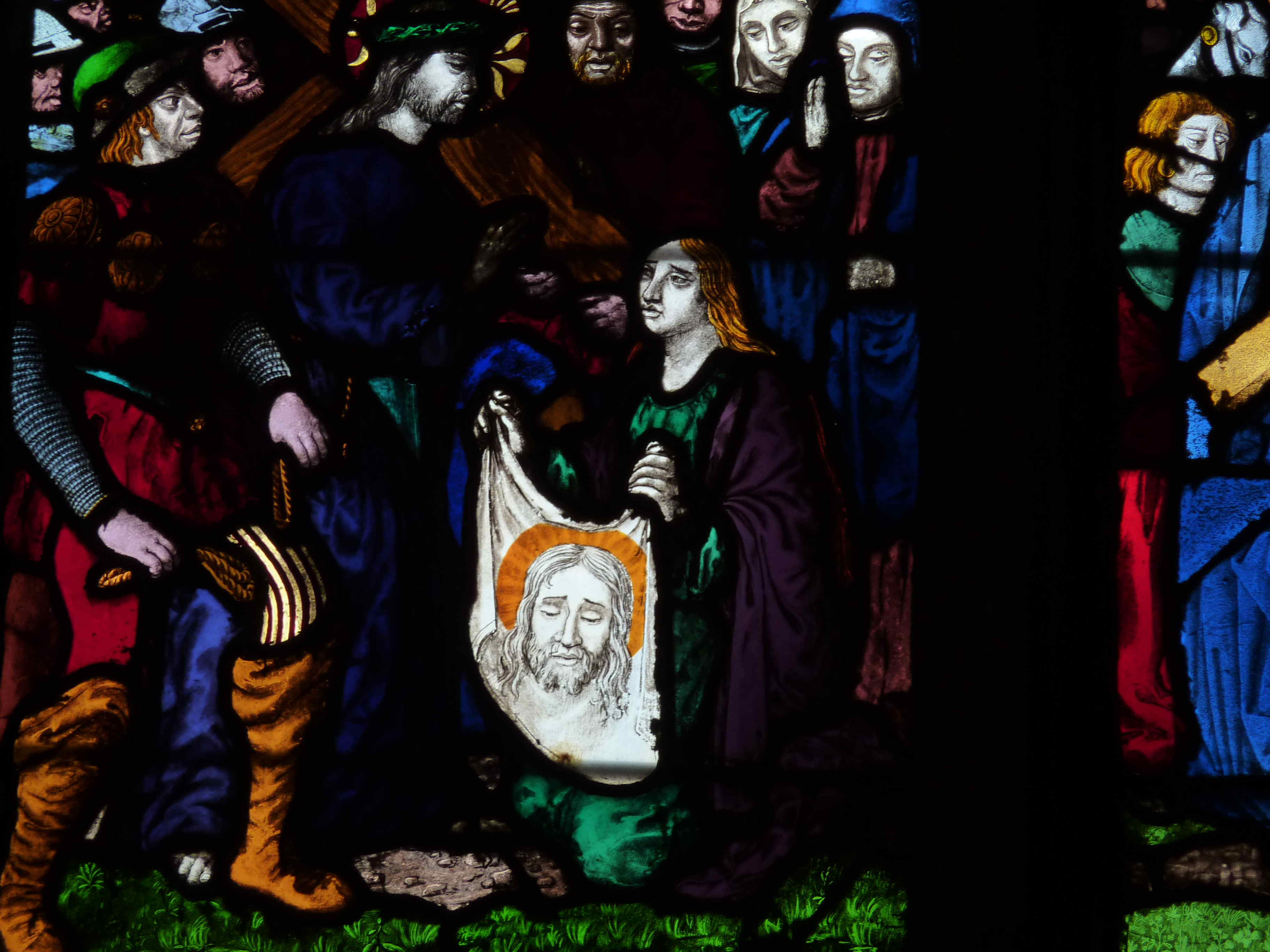
Veronika mit dem Schweißtuch Jesu

| Das Fenster aus dem frühen 16. Jahrhundert ist der Leidensgeschichte Jesu gewidmet. Es werden dargestellt: Jesus und die schlafenden Jünger am Ölberg; Judaskuss und die Verhaftung Jesu; Geißelung Jesu; Jesus vor dem Hohenpriester Kaiphas, der sein Gewand zerreißt; Verspottung Jesu; Jesus vor Pilatus; Jesus trägt das Kreuz und begegnet Veronika, die das Schweißtuch mit dem Antlitz Jesu in Händen hält. |

- Fenster 3

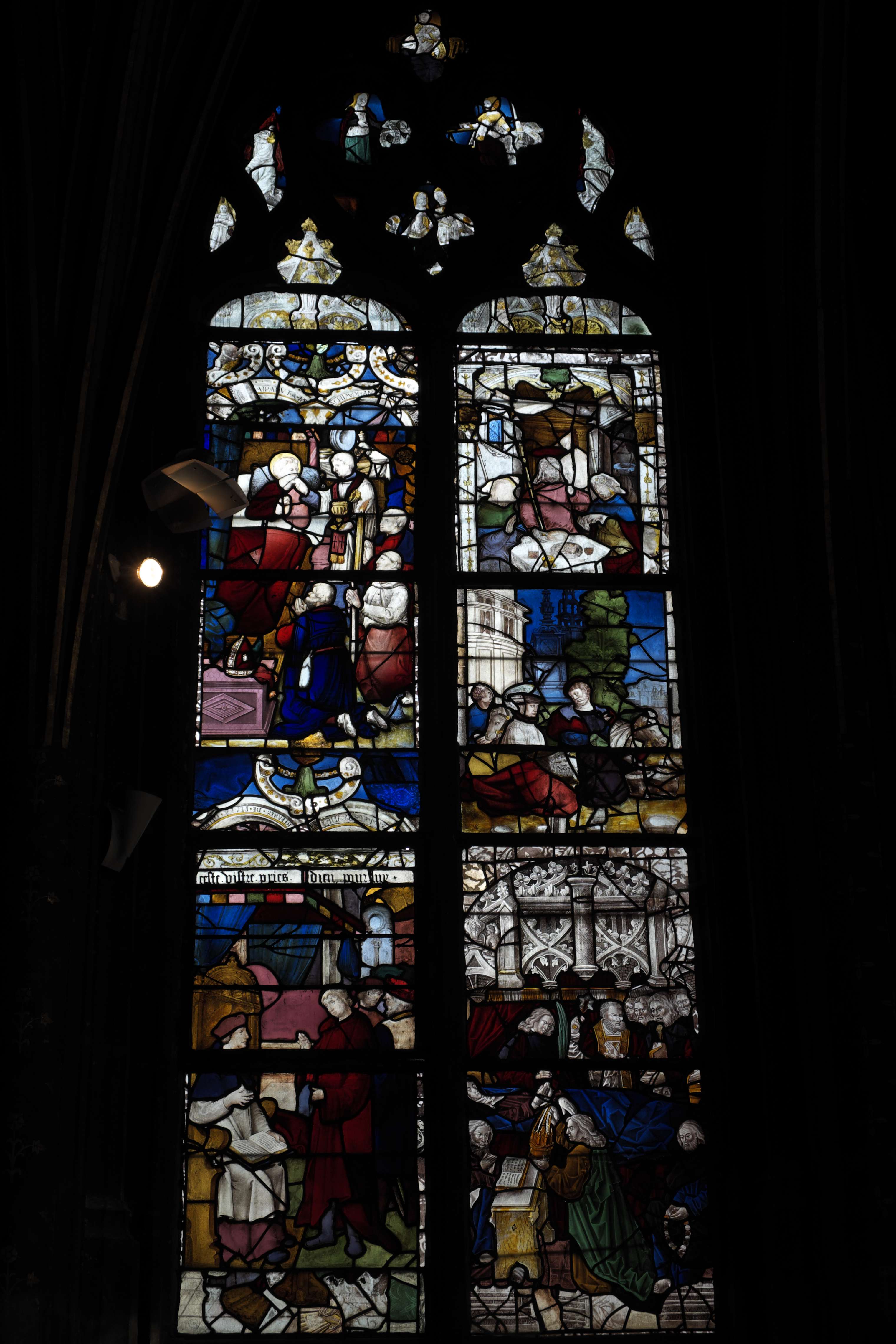
Fenster 3

Das Fenster ist aus Scheiben unterschiedlicher Herkunft zusammengesetzt. Auf der rechten oberen Scheibe sind die Emmausjünger zu erkennen, unten rechts die Szene des Marientodes. Auf der linken Seite oben sieht man einen Bischof, der in seinem Bett die Kommunion empfängt.
- Fenster 4

| Auf dem Fenster sind die Szenen des Todes Jesu am Kreuz bis zu seiner Himmelfahrt dargestellt. Nur die Scheiben mit der Darstellung der Emmausjünger, des ungläubigen Thomas und der Himmelfahrt Jesu werden ins 16. Jahrhundert datiert, die anderen Scheiben sind spätere Ergänzungen. - Emmausjünger |

- Fenster 5

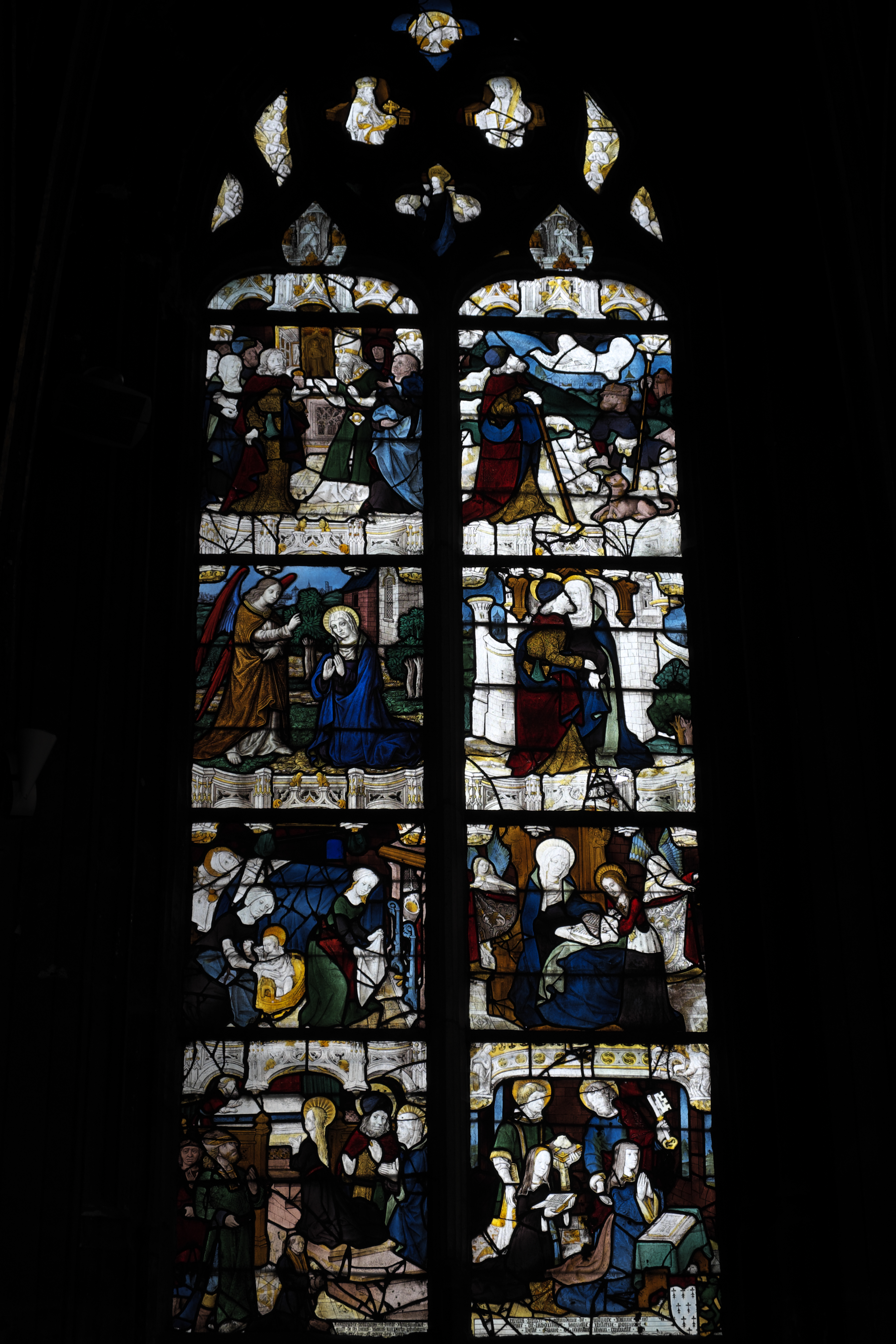
Kindheit Marias

| Das äußere linke Fenster ist der Kindheit Marias gewidmet. Es beinhaltet die Szenen der Zurückweisung des Opfers von Anna und Joachim, der Eltern Marias, durch den Hohenpriester aufgrund ihrer Kinderlosigkeit, die Ankündigung der Geburt eines Kindes an Joachim, die Ankündigung der Geburt eines Kindes an Anna, die Begegnung von Anna und Joachim an der Goldenen Pforte, die Geburt Marias, die Unterweisung Marias durch Anna und den Tempelgang Marias. Auf der unteren rechten Scheibe sind die Stifterinnen mit ihren Schutzpatronen, dem heiligen Stephanus und dem Apostel Petrus, dargestellt. |

- Fenster 6

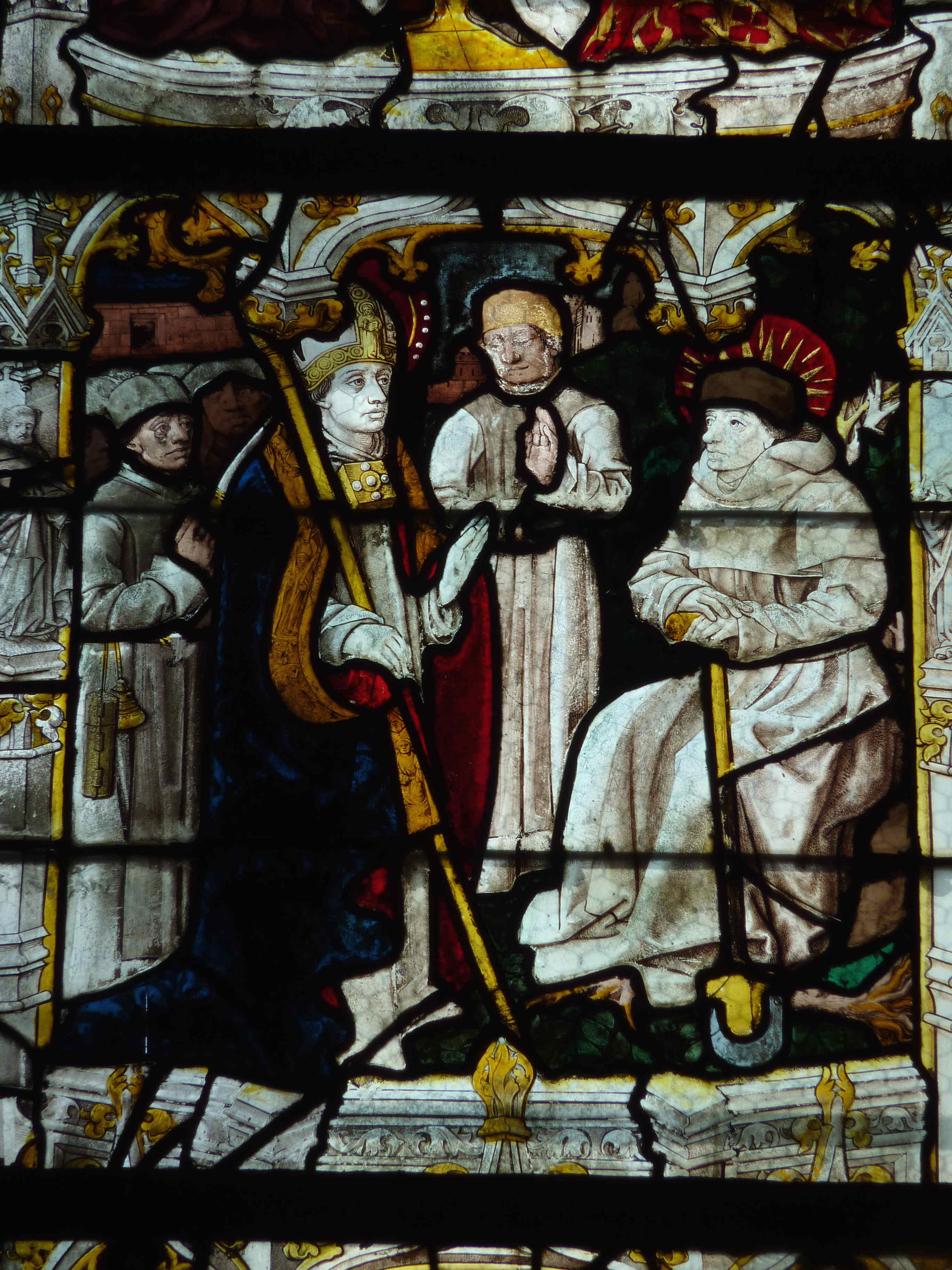
Fiacrius wird von hohen Persönlichkeiten um Rat gefragt

| Das äußere rechte Fenster aus dem 16. Jahrhundert erzählt in ähnlichen Episoden die Legende des heiligen Fiacrius wie das Fenster in der Fiacriuskapelle des nördlichen Seitenschiffs. Fiacrius weigert sich zu heiraten und flüchtet nach Frankreich, wo er den Bischof von Meaux darum bittet, sich in seiner Diözese ansiedeln zu dürfen. Er hebt mit seinem Spaten einen Graben um das Gelände aus, auf dem er sich mit seinen Gefährten niederlassen will. Eine alte Frau, Becnaude, bezichtigt ihn der Hexerei. Fiacrius verteidigt sich vor dem Bischof von Meaux. Er bekommt Besuch von hohen Persönlichkeiten, die ihn um Rat fragen. Sein Reliquienschrein wird von zahlreichen Pilgern besucht. Auf den beiden unteren Szenen sieht man die Übertragung seiner Reliquien und wie er zwei Kinder vor dem Ertrinken rettet. |

### Obere Chorfenster

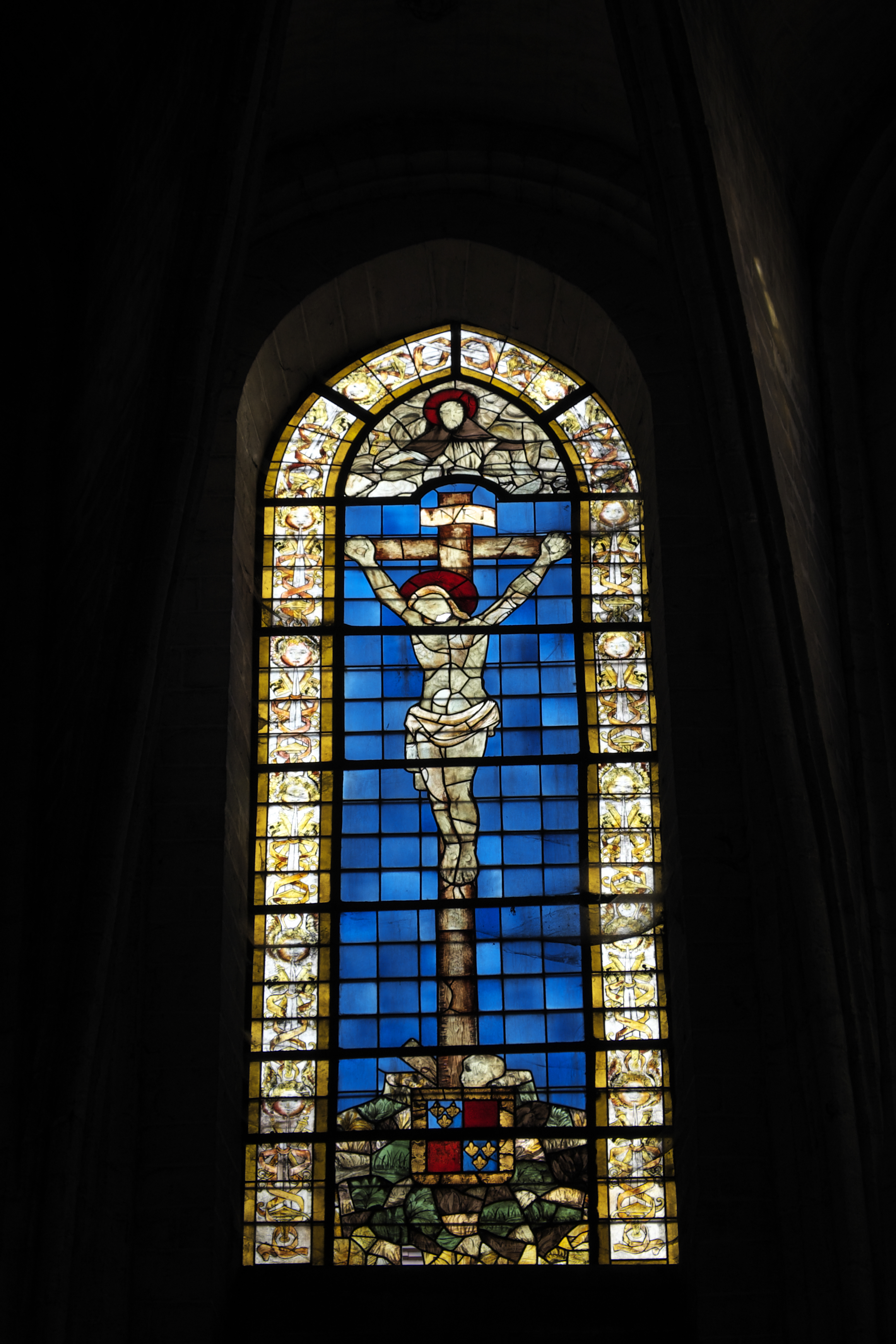
Christus am Kreuz

Die oberen Chorfenster stammen aus dem 15. Jahrhundert. Auf dem zentralen Fenster ist Christus am Kreuz dargestellt, auf dem Fenster links daneben Maria und rechts davon der Apostel Johannes. Die drei Fenster wurden 1753 in der Werkstatt von Jean Le Vieil
restauriert.
Auf allen drei Fenstern sind unten Wappen zu sehen. Das Wappen unter dem Kreuz Christi erinnert an das Haus Albret, das vom 14. bis in die Mitte des 16. Jahrhunderts die Grafschaft Dreux besaß. Das Wappen unter der Mariendarstellung verweist auf Louis de Bourbon, den Grafen von Soissons, der von 1612 bis 1641 Graf von Dreux war. Das Wappen seiner Mutter, Anne de Montafié, findet sich auf dem Fenster mit der Darstellung des Johannes.

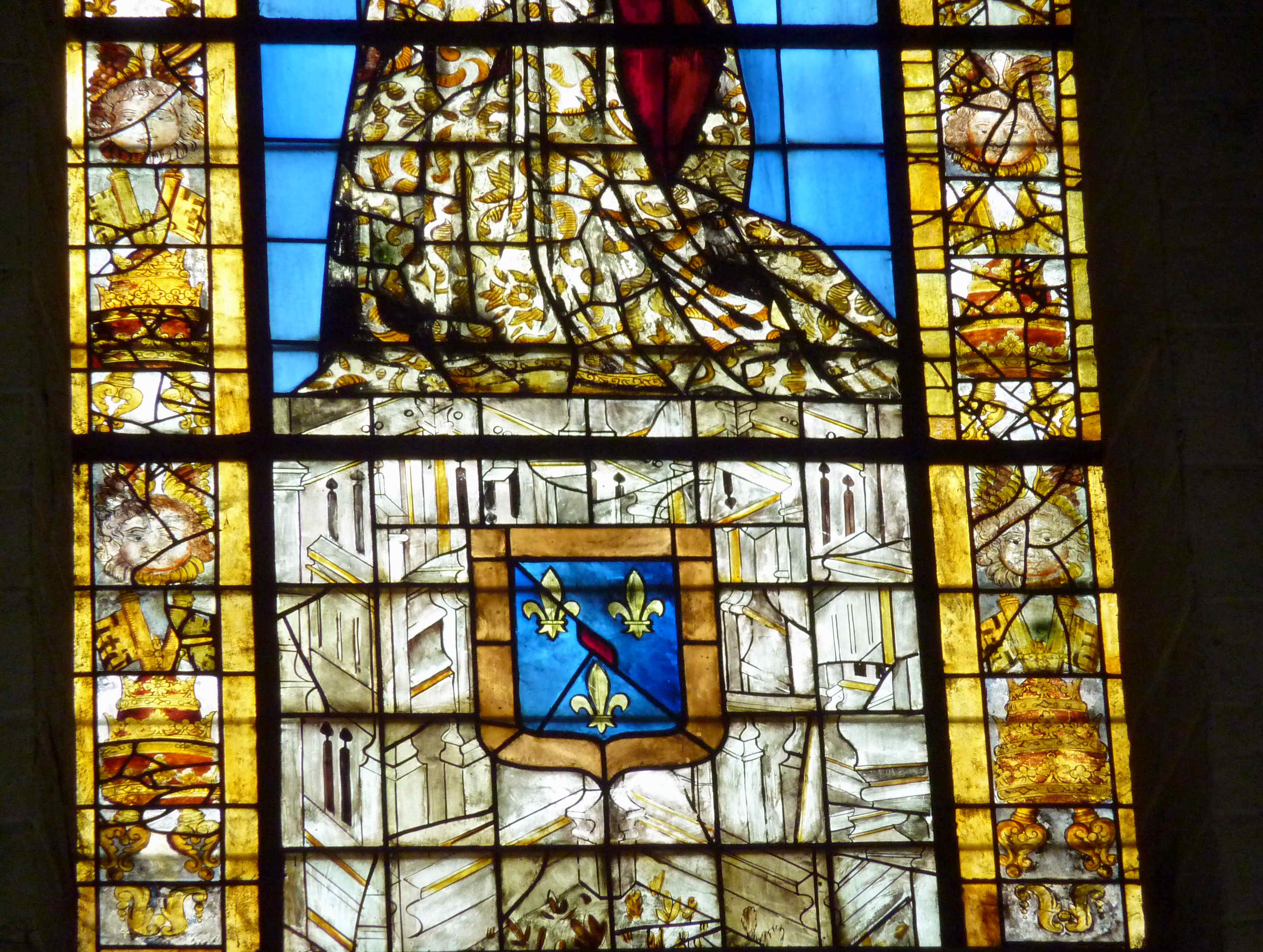
Wappen von Louis de Bourbon
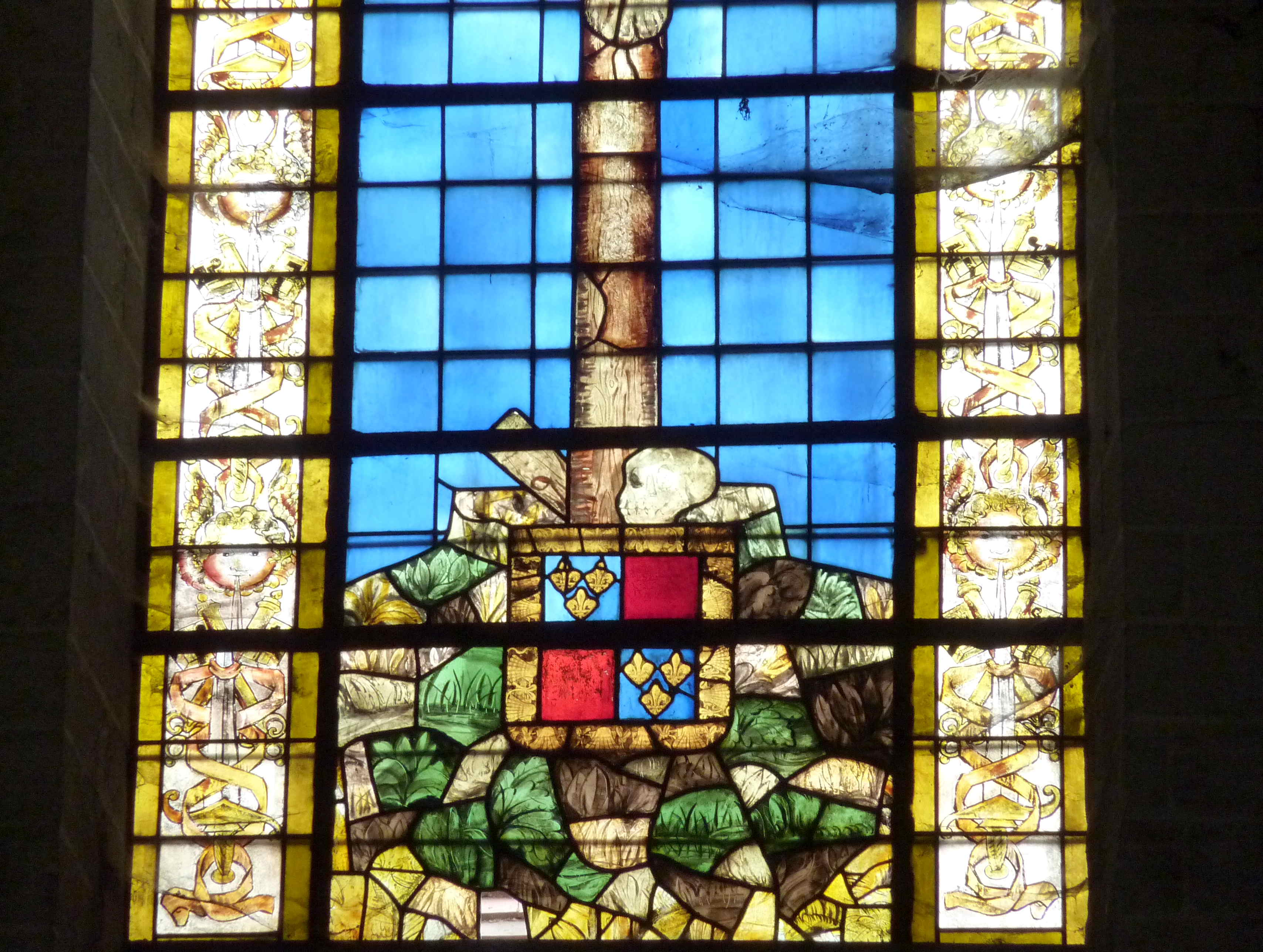
Wappen des Hauses Albret
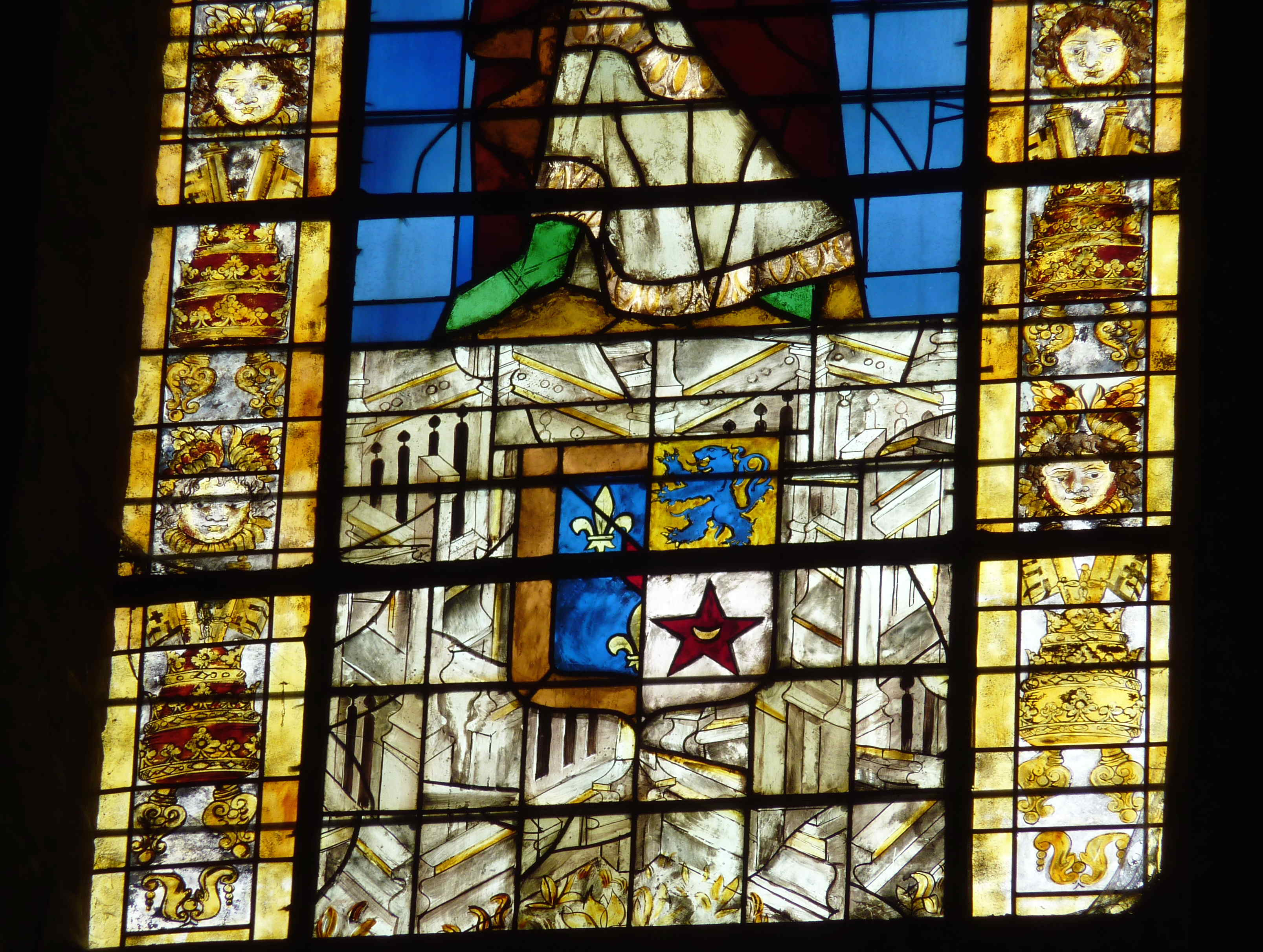
Wappen von Anne de Montafié

Die anderen oberen Chorfenster mit den Darstellungen der Unterweisung Marias, eines Bischofs, der heiligen Katharina und der heiligen Margareta stammen ebenfalls aus dem 15. Jahrhundert und befanden sich ehemals im Langhaus. Sie wurden 1844 nach ihrer Restaurierung an ihrer heutigen Stelle im Chor eingebaut.

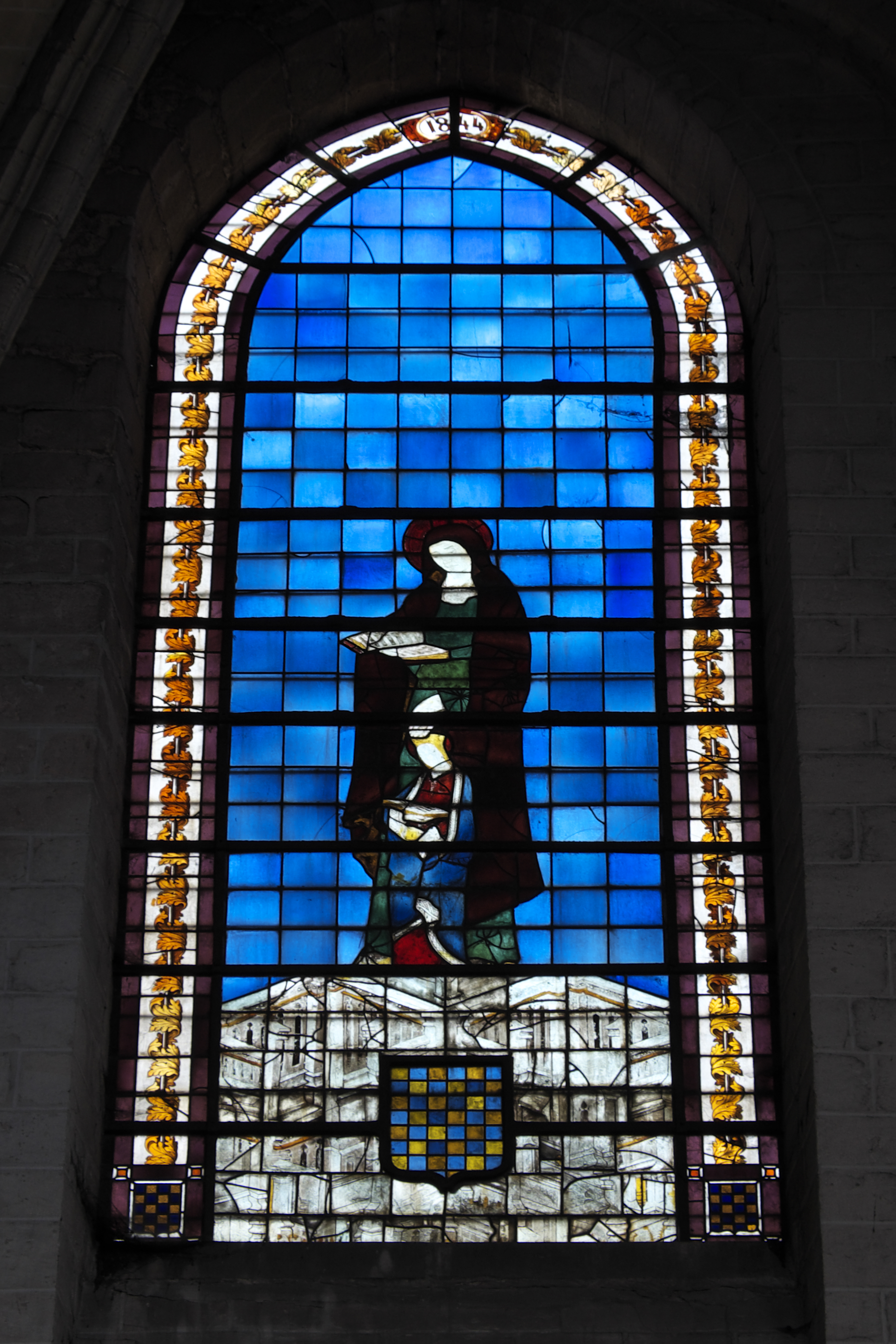
Unterweisung Marias
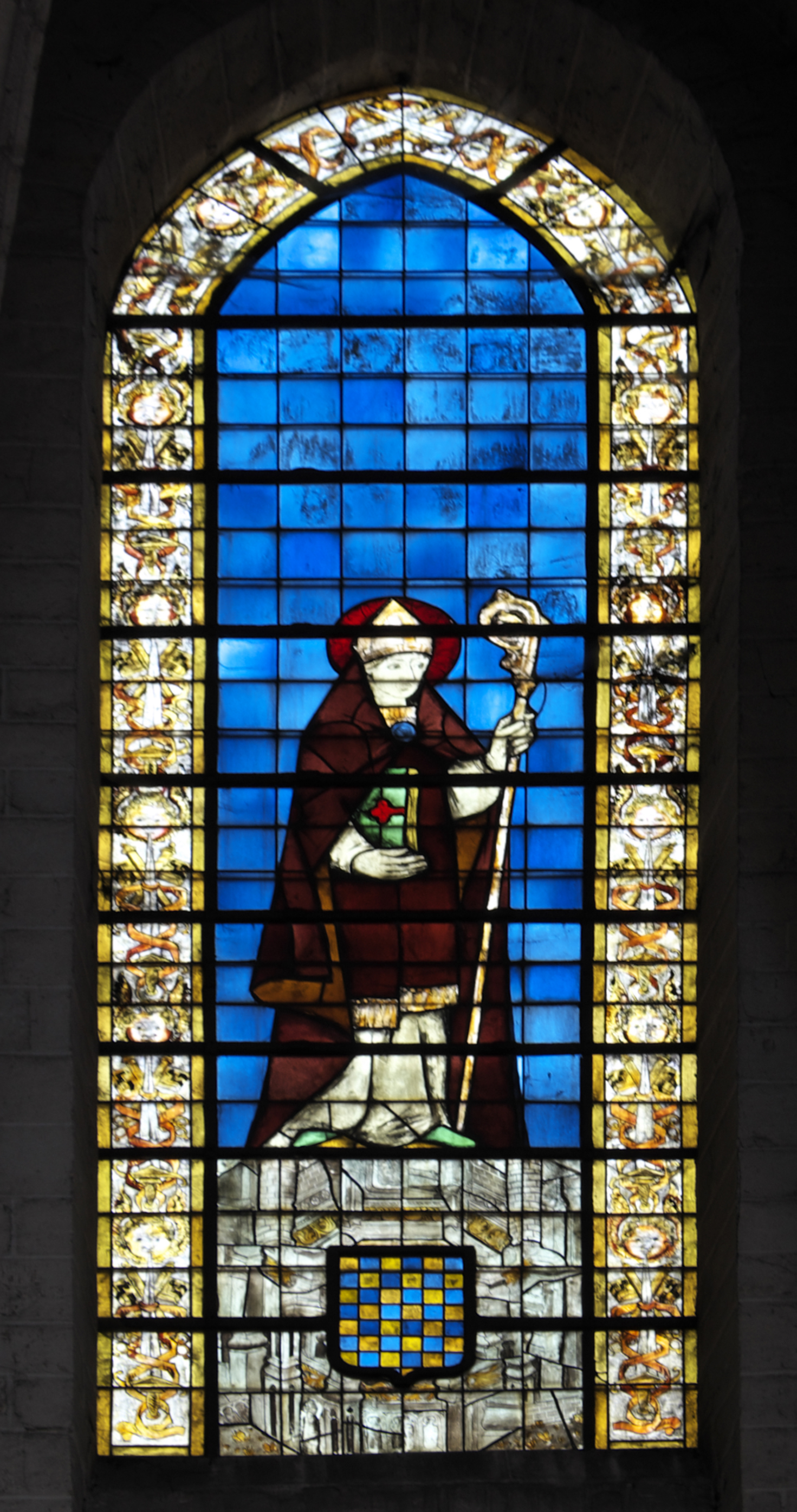
Bischof
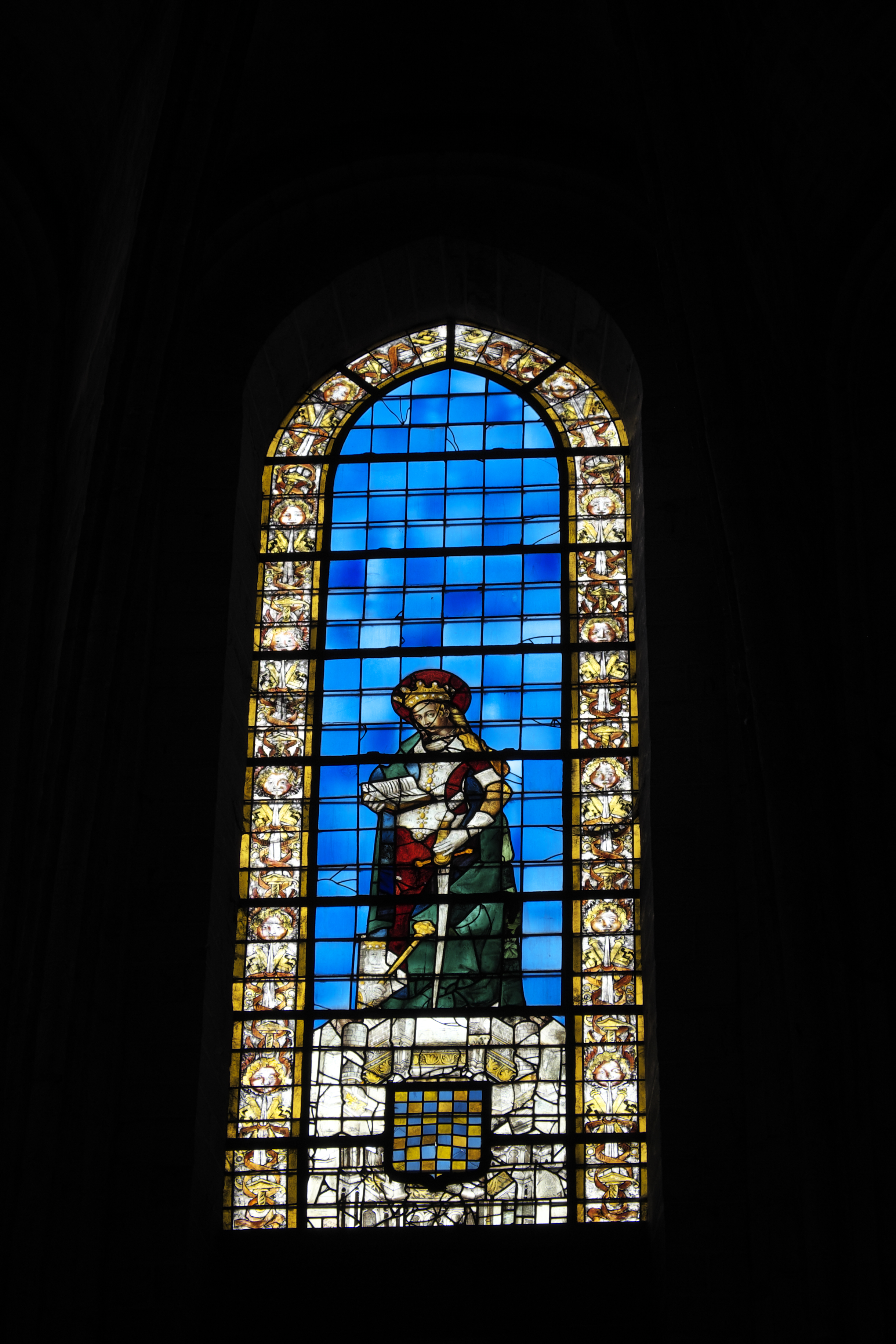
Heilige Katharina
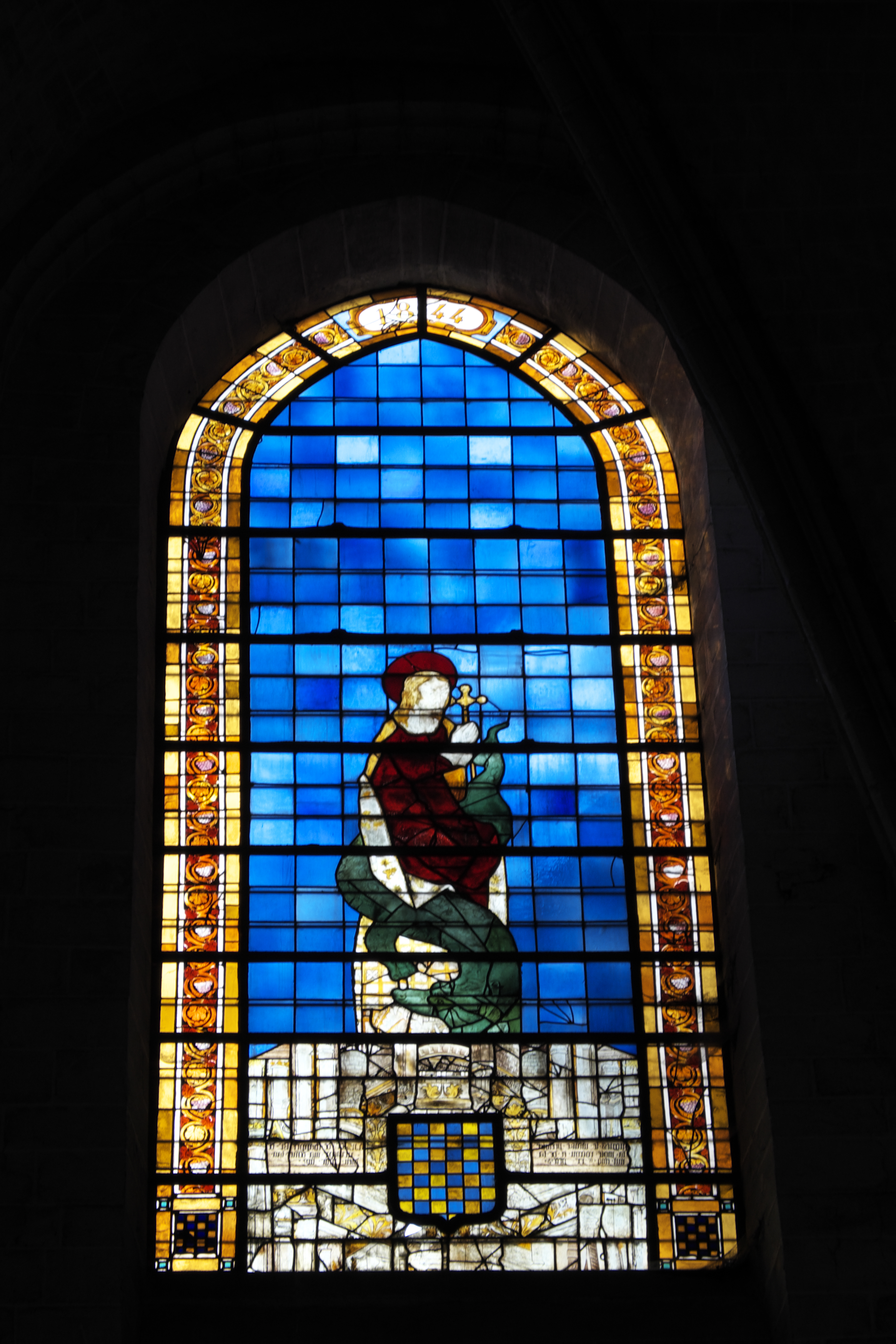
Heilige Margareta

### Fenster im südlichen Querhaus

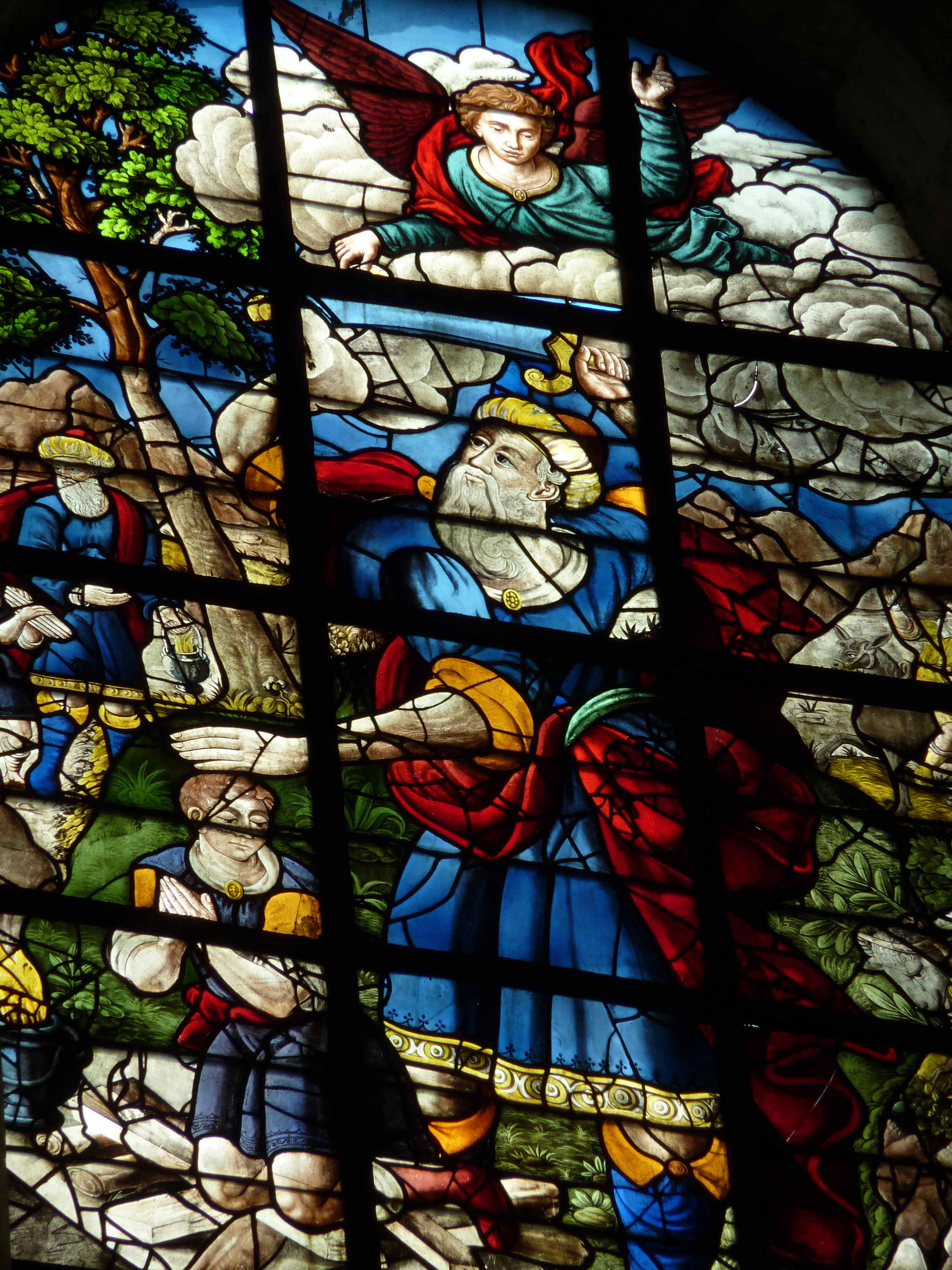
Opferung Isaaks

| Im südlichen Querhaus sind zwei Fenster mit alten Scheiben erhalten. Auf einem Fenster ist eine Kreuzabnahme dargestellt, die Szene der Grablegung wurde 1894 von der Glasmalerei Lorin in Chartres ergänzt. Das andere Fenster ist mit der Jahreszahl 1607 datiert und stellt die Opferung Isaaks dar. Im unteren Bereich sind Stifter dargestellt. |

### Christi–Himmelfahrt–Fenster in der Philomenakapelle

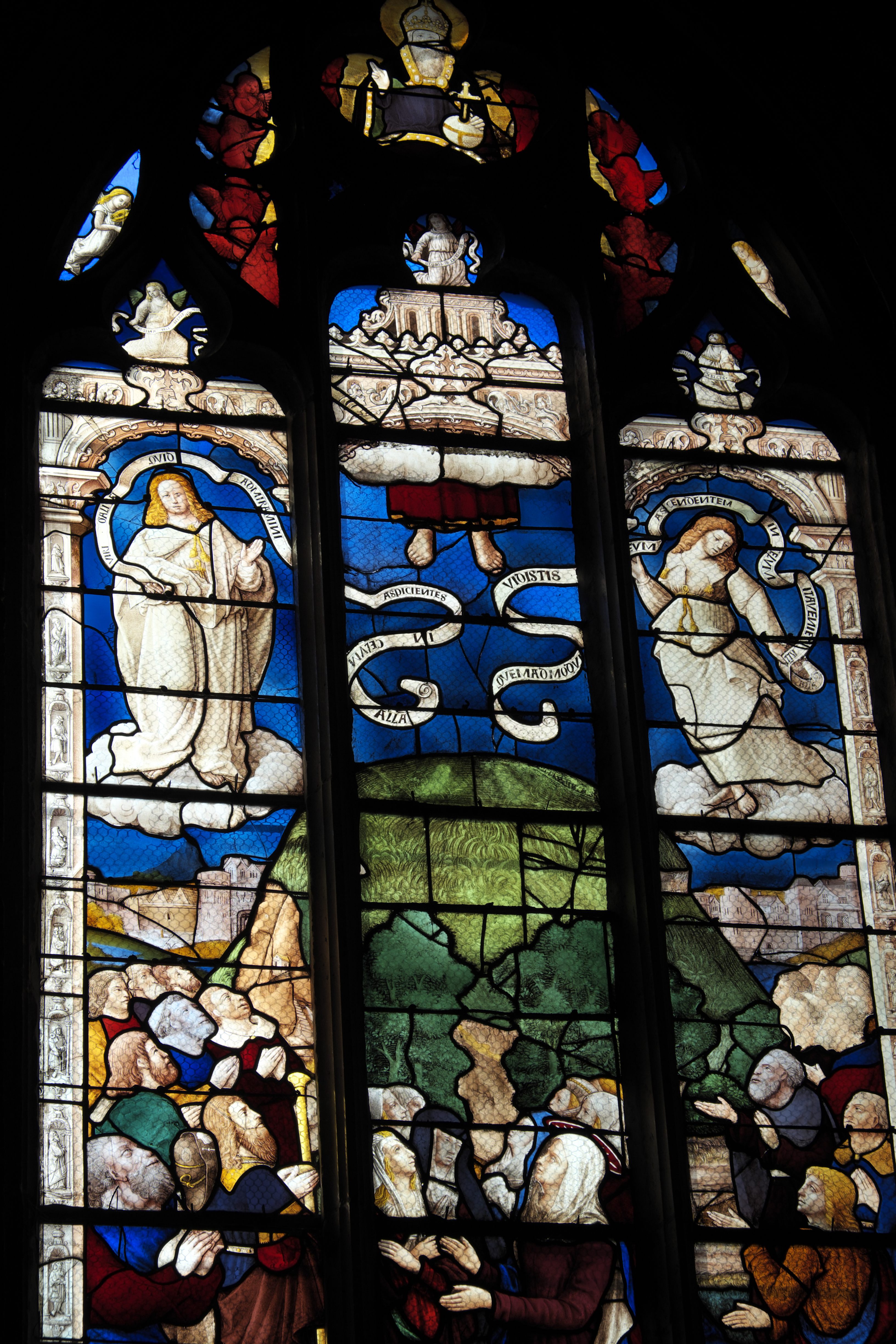
Christi Himmelfahrt

Das Fenster in der Chapelle Sainte-Philomène (Philomenakapelle) aus dem ersten Drittel des 16. Jahrhunderts veranschaulicht die Worte der Apostelgeschichte „Ihr Männer von Galiläa, was steht ihr da und schaut zum Himmel empor? Dieser Jesus, der von euch ging und in den Himmel aufgenommen wurde, wird ebenso wiederkommen, wie ihr ihn habt zum Himmel hingehen sehen“ (1,11 ). Der Text ist in lateinischer Inschrift auf den Spruchbändern zu lesen, die von zwei Engeln gehalten werden. Im unteren Bereich sind Maria und die Apostel dargestellt, die nach oben schauen. Auf der mittleren Lanzette sind oben die Füße Jesu zu erkennen, der fast vollständig in einer Wolke verschwunden ist.

### Fenster des Martyriums des heiligen Crispinus und des heiligen Crispinianus in der Crispinus-und-Crispinianus-Kapelle
| Das Fenster in der Chapelle Saint-Crépin-et-Saint-Crépinien (Crispinus-und-Crispinianus-Kapelle) aus dem 16. Jahrhundert schildert in sechs Szenen das Martyrium der beiden Brüder Crispinus und Crispinianus. Die Scheiben der unteren Reihe sind nicht mehr erhalten und wurden durch Fragmente anderer Fenster ersetzt. Crispinus und Crispinianus gehörten einer reichen römischen Familie an. Sie verteilten ihr Vermögen an Arme, verließen ihre Heimat und ließen sich in Soissons als Schuhmacher nieder. Dort bekehrten sie so viele Menschen, dass Kaiser Maximian sie durch seinen Präfekten Rictius Varus verhaften ließ. Die beiden Brüder müssen vor dem Kaiser und seinem Präfekten erscheinen (Mitte links), sie werden an Seilen aufgehängt und auf Tischen angebunden, wo ihnen die Haut aufgeschnitten wird (oben links). Ihre Hände sind in Holzbretter eingezwängt und man stößt ihnen Ahlen unter die Fingernägel (oben Mitte). Es werden ihnen Mühlsteine um den Hals gebunden und sie werden in die Aisne gestoßen, können sich allerdings ans andere Ufer retten (Mitte rechts). Auch im Kessel mit siedendem Öl erleiden die beiden keinen Schaden (mittlere Reihe, Mitte). Während die Brüder unverletzt aus dem Ölkessel steigen, stürzt sich Rictius Varus vor Wut ins Feuer (oben rechts). Im rechten Medaillon des Maßwerks sieht man den Reliquienschrein der Märtyrer, oben eine Madonna mit Kind. - Crispinus und Crispinianus werden an Seilen aufgehängt - Crispinus und Crispinianus werden Ahlen unter die Fingernägel gestoßen |

### Kreuzigungsfenster in der Martinskapelle

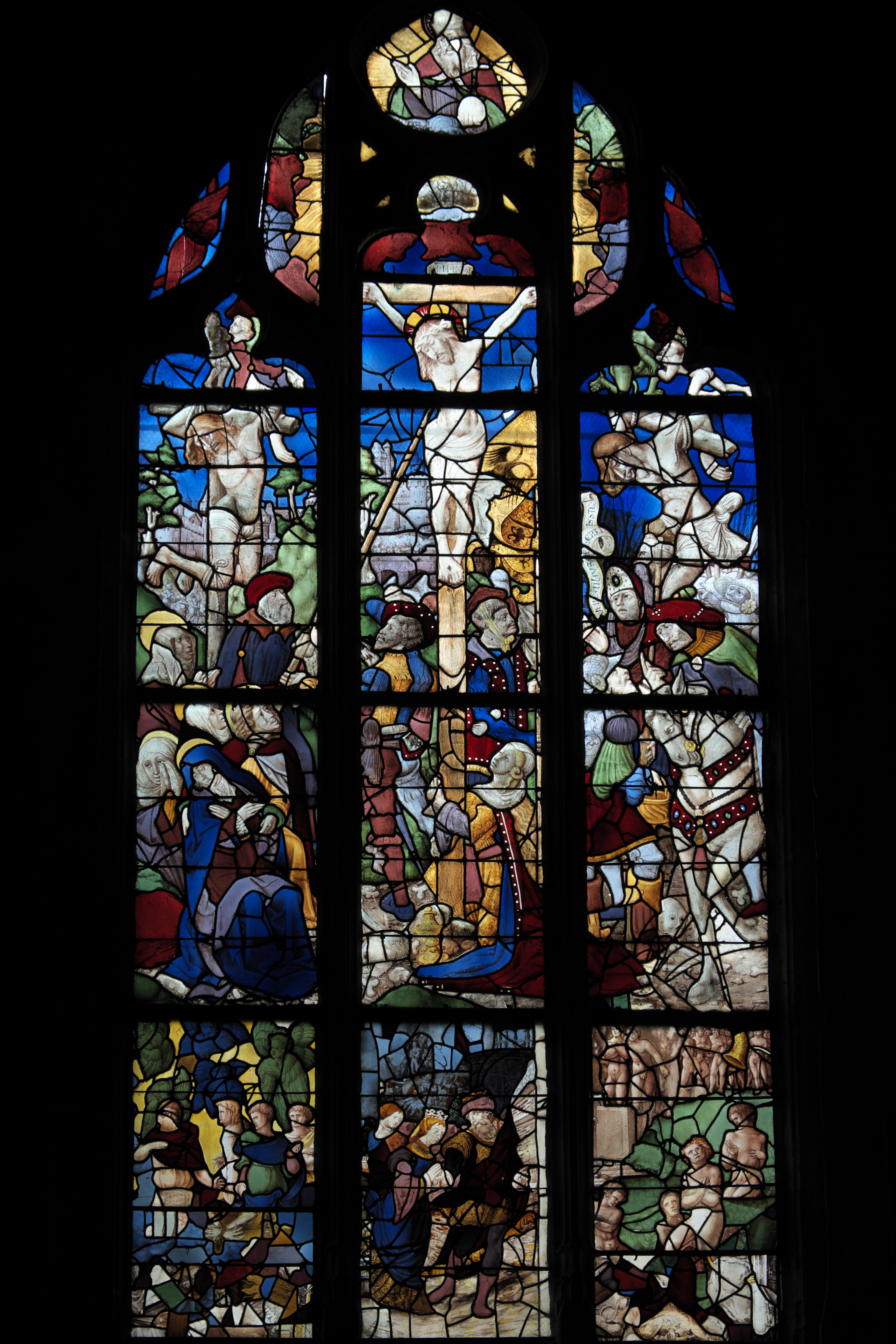
Christus am Kreuz

| Das Fenster in der Chapelle Saint-Martin (Martinskapelle) stammt aus dem 16. Jahrhundert. Es stellt in der Mitte Christus am Kreuz dar, dem der Soldat Longinus mit einer Lanze in die rechte Seite sticht. Am Fuße des Kreuzes kniet Maria Magdalena. Zur Rechten Jesu ist Dismas, der bekehrte Schächer, ans Kreuz gebunden, dessen Seele von einem Engel in Empfang genommen wird. Links von Jesus steht das Kreuz des reuelosen Schächers Gestas, dessen Seele sich ein grüner Teufel bemächtigt. Unter seinem Kreuz gestikulieren Soldaten und auf einem Spruchband ist zu lesen: „VERE FILIUS DEI ERAT ISSTE“ (Wahrlich dieser war Gottes Sohn). Unter dem Kreuz des guten Schächers sind der Apostel Johannes, Maria und die trauernden Frauen gruppiert. Im Maßwerk thront Gottvater. Die drei unteren Scheiben sind Fragmente anderer Fenster. Auf der linken Scheibe ist die Auferstehung der Toten, die aus ihren Gräbern steigen, zu erkennen. |

## Bleiglasfenster aus dem 19. Jahrhundert

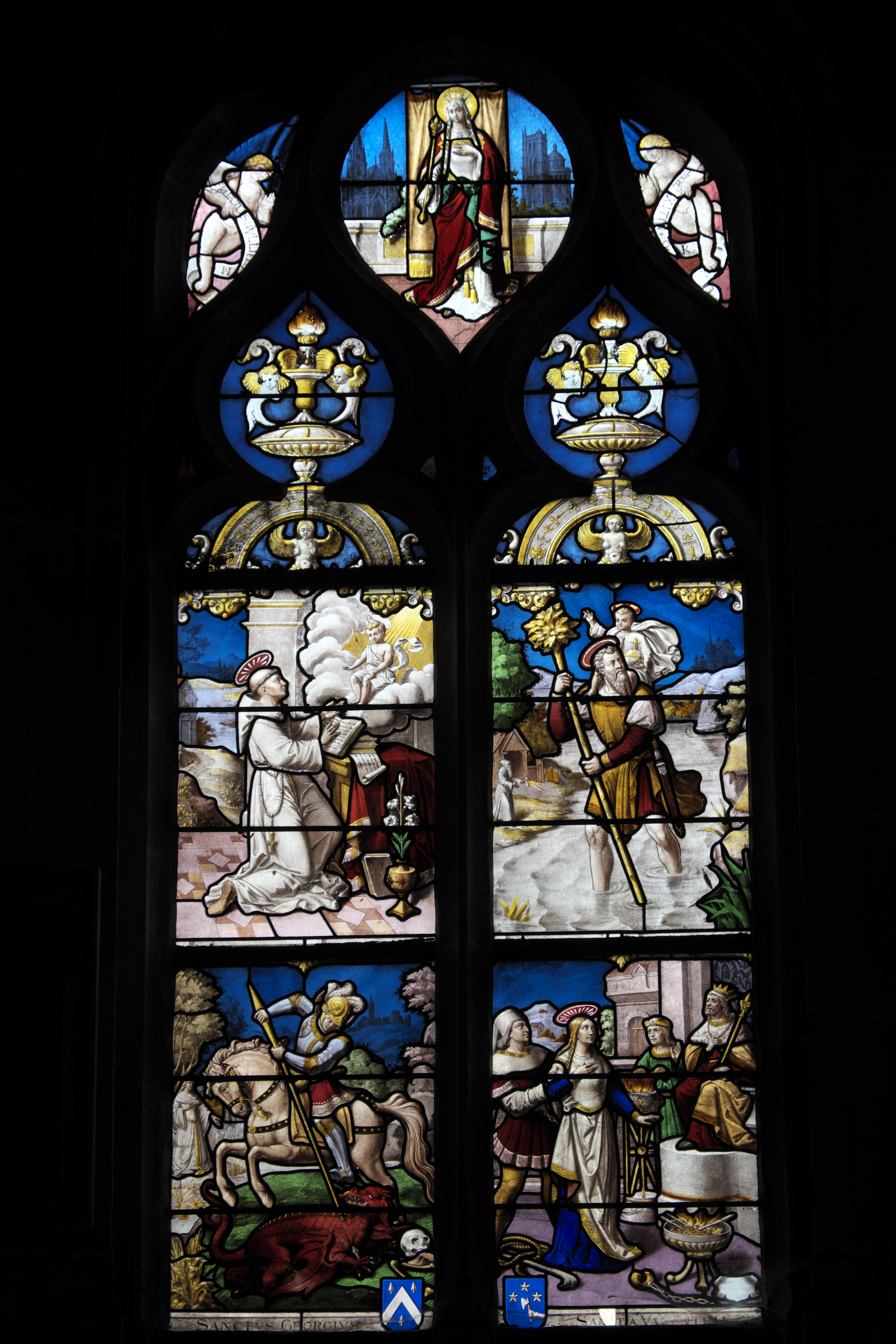
Fenster in der Chapelle Sainte-Clotilde

### Fenster in der Clothildenkapelle
| Das Fenster in der Chapelle Sainte-Clothilde (Clothildenkapelle) wurde 1895 in der Glasmalerei Duhamel-Marette in Evreux hergestellt. Im Zentrum des Maßwerks, das auch ältere Fragmente enthält, ist die heilige Clothilde dargestellt, die zweite Gemahlin Chlodwigs, die wesentlich zu seiner Bekehrung und Taufe beitrug. Auf den anderen Scheiben sind der heilige Georg (unten links), die heilige Valentina (unten rechts), Antonius von Padua (oben links) und der heilige Christophorus (oben rechts) zu erkennen. |

### Fenster in der Pietà-Kapelle

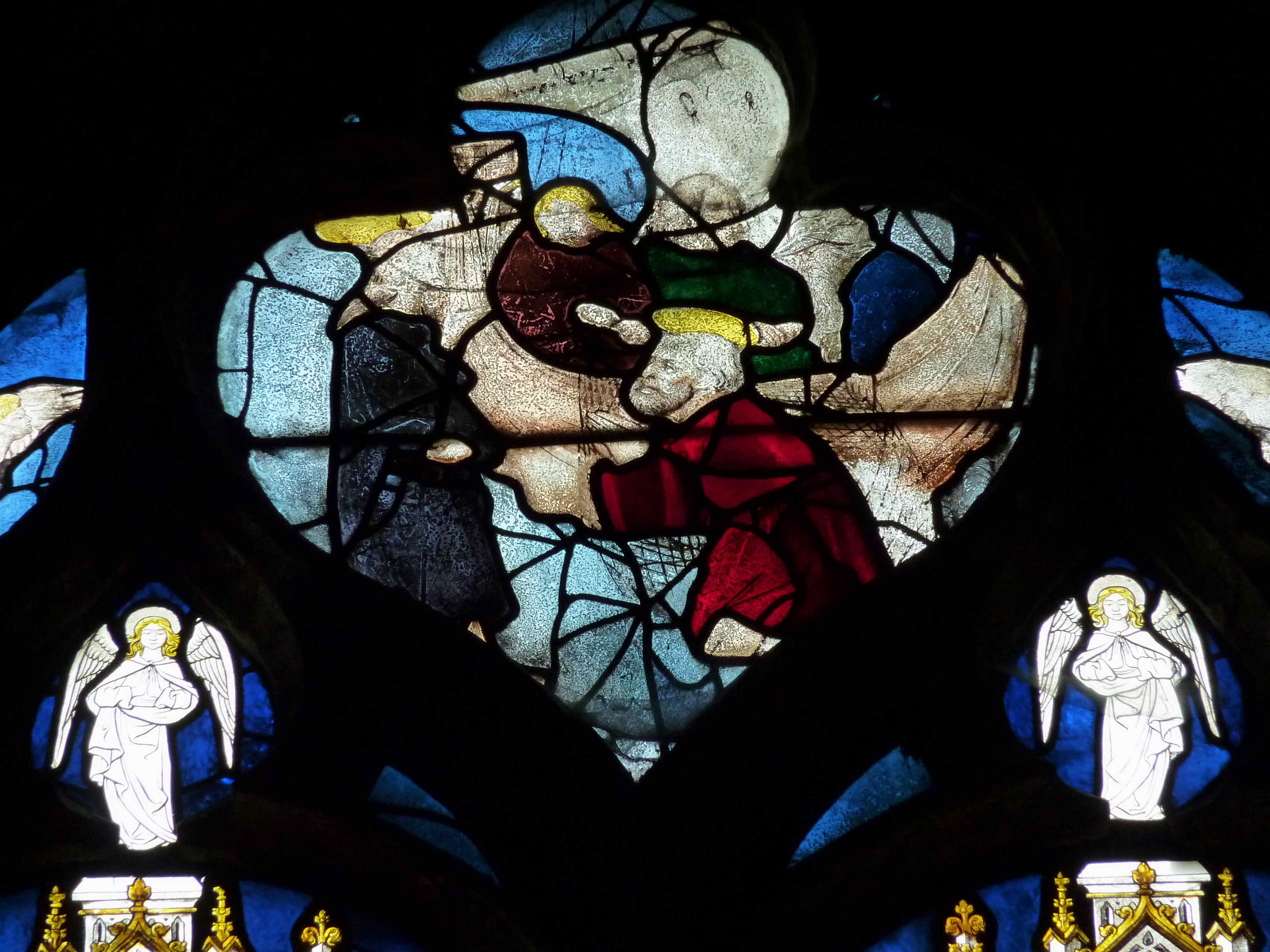
Jesus geht über das Wasser, Fragment aus dem 16. Jahrhundert

| Das Fenster mit den Szenen des Schmerzhaften Rosenkranzes in der Chapelle Notre-Dame de Pitié (Pietà-Kapelle) ist mit der Jahreszahl 1885 datiert und trägt die Signatur der Glasmaler Küchelbecker und N. Jacquier aus Le Mans. Das Fenster mit den Szenen des Glorreichen Rosenkranzes besitzt im Maßwerk eine Scheibe aus dem 16. Jahrhundert mit einer Darstellung der biblischen Erzählung aus dem Neuen Testament, in der Jesus auf dem Wasser geht und Petrus einzusinken droht. |

### Fenster in der Herz-Jesu-Kapelle

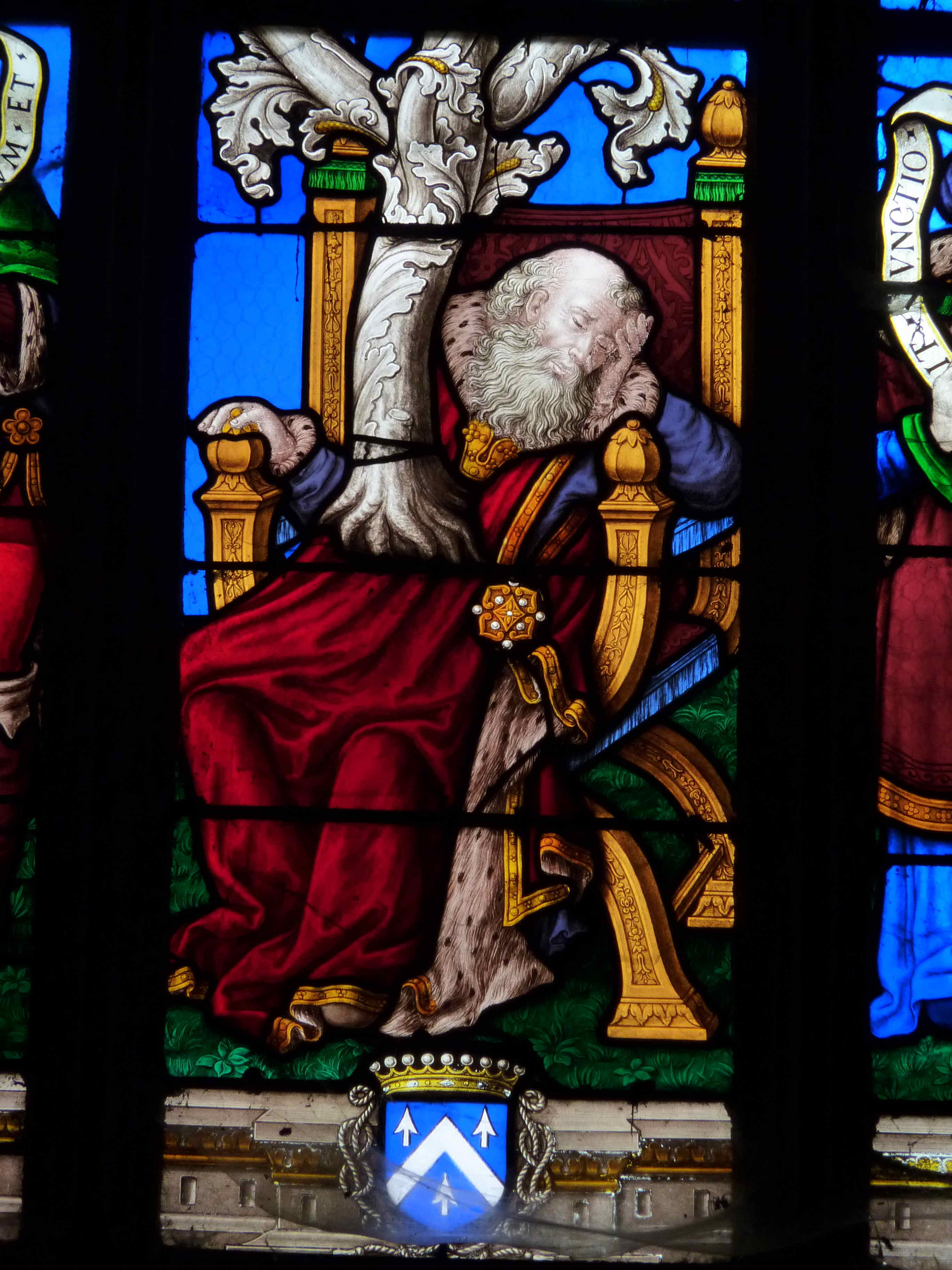
Wurzel Jesse

| Die Fenster der Chapelle Sacré-Cœur (Herz-Jesu-Kapelle) wurden von Eugène Moulin geschaffen. Das Wurzel-Jesse-Fenster aus dem Jahr 1877 ist einem Bleiglasfenster des 16. Jahrhunderts nachempfunden. Das Fenster mit Szenen aus dem Leben Jesu trägt die Signatur: „EUG. MOULIN A DREUX. 1880“. |

### Fenster in der Josephskapelle
| Das Fenster in der Chapelle Saint-Joseph (Josephskapelle) mit Szenen aus dem Leben Josephs wurde 1877 ausgeführt und stammt ebenfalls aus der Werkstatt von Eugène Moulin. Auf dem anderen Fenster sind die Anbetung der Hirten und der Tod Marias dargestellt. Die Szene des Marientodes enthält Fragmente aus dem 16. Jahrhundert, ebenso das Maßwerk des Josephfensters mit der Darstellung der Gregorsmesse. |

## Orgel

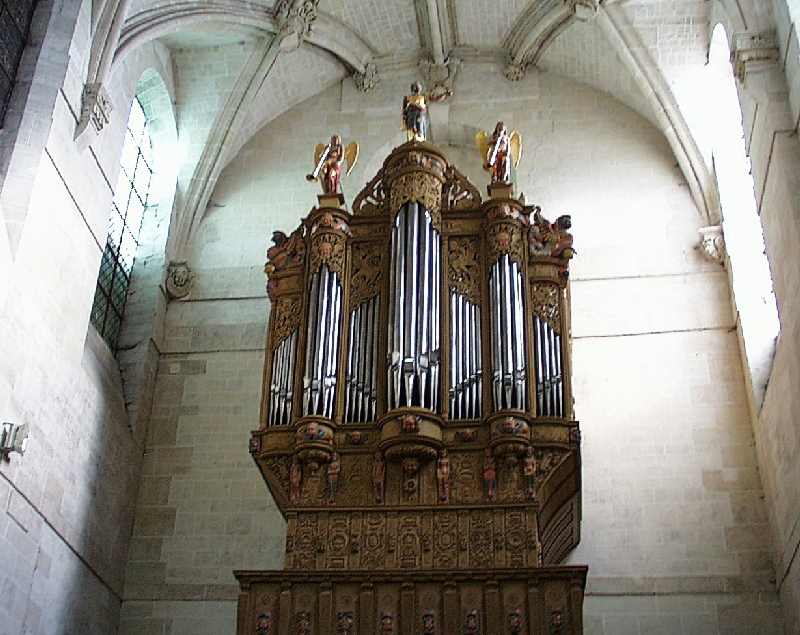
Blick auf die Orgel

Die Orgel wurde 1751 von dem Orgelbauer Louis-Alexandre Clicquot, dem Vater von François-Henri Clicquot, in einem bestehenden Gehäuse von 1614 erbaut. In den Jahren 1867/68 wurde das Instrument durch den Orgelbauer Aristide Cavaillé-Coll rekonstruiert und in den Jahren 1989 bis 1994 von der Orgelbauwerkstatt Adrien Maciet in Montainville restauriert.
| I Grand Orgue C–f3 |     |    |        |     |
| Bourdon            | 16′ | –- | Montre | 08′ |
| Salicional         | 08′ |    |        |     |
| Flûte harmonique 0 | 08′ |    |        |     |
| Prestant           | 04′ |    |        |     |
| Octave             | 04′ |    |        |     |
| Plein-Jeu II à V   |     |    |        |     |
| Basson             | 16′ |    |        |     |
| Trompette          | 08′ |    |        |     |
| Clairon            | 04′ |    |        |     |

| II Récit c0–f3      |    |
| Flûte traversiere 0 | 8′ |
| Gambe               | 8′ |
| Voix céleste        | 8′ |
| Flûte octaviante    | 4′ |
| Octavin             | 2′ |
| Hautbois            | 8′ |
| Trompette           | 8′ |
| Voix Humaine        | 8′ |
| Tremolo             |    |

| Pédalier C–d1   |     |
| Soubasse        | 16′ |
| Flûte ouverte 0 | 08′ |
| Bombarde        | 16′ |
| Trompette       | 08′ |

- Koppeln: I/I (Superoktavkoppel), II/I, I/P, II/P